# Francesco Albani
Francesco Albani (Bologna, 17 agosto 1578 – Bologna, 4 ottobre 1660) è stato un pittore italiano.

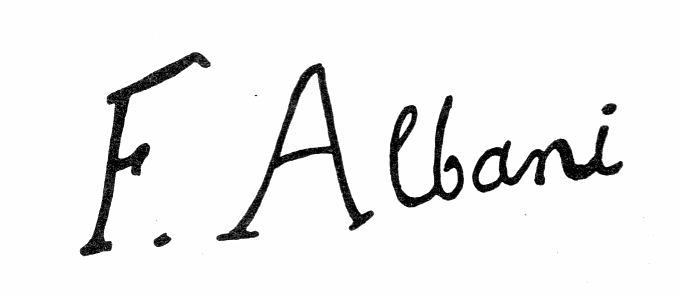
Firma del pittore

Assieme ai Carracci, Guido Reni, Giovanni Lanfranco, Domenichino e il Guercino, rappresenta uno dei maggiori pittori barocchi di estrazione emiliana.

## Biografia

### La formazione a Bologna

#### La bottega di Denijs Calvaert (1590-1595)
Secondo figlio di Agostino, mercante di seta, e di Elisabetta Torri, dopo la morte del padre nel 1590, il quale lo avrebbe voluto studente di legge, entra all'età di dodici anni nella bottega bolognese del pittore fiammingo manierista Denijs Calvaert, da tempo attivo a Bologna, nella quale ha per compagni di apprendistato il Domenichino e Guido Reni; si dice che il quindicenne ma precoce Reni gli facesse da mentore.
Dopo circa due anni di apprendimento del disegno, Albani passa al colorito; trascorse almeno cinque anni nello studio di Calvaert, dove avrebbe studiato la prospettiva, l'anatomia e gli ordini classici, dove avrebbe copiato stampe di maestri nordici e italiani nonché disegni da calchi in gesso. Come gli altri allievi di Calvaert, dipinse piccoli quadri su rame, che furono venduti con il nome del maestro.

#### L'apprendistato presso la scuola dei Carracci (1595-1601)

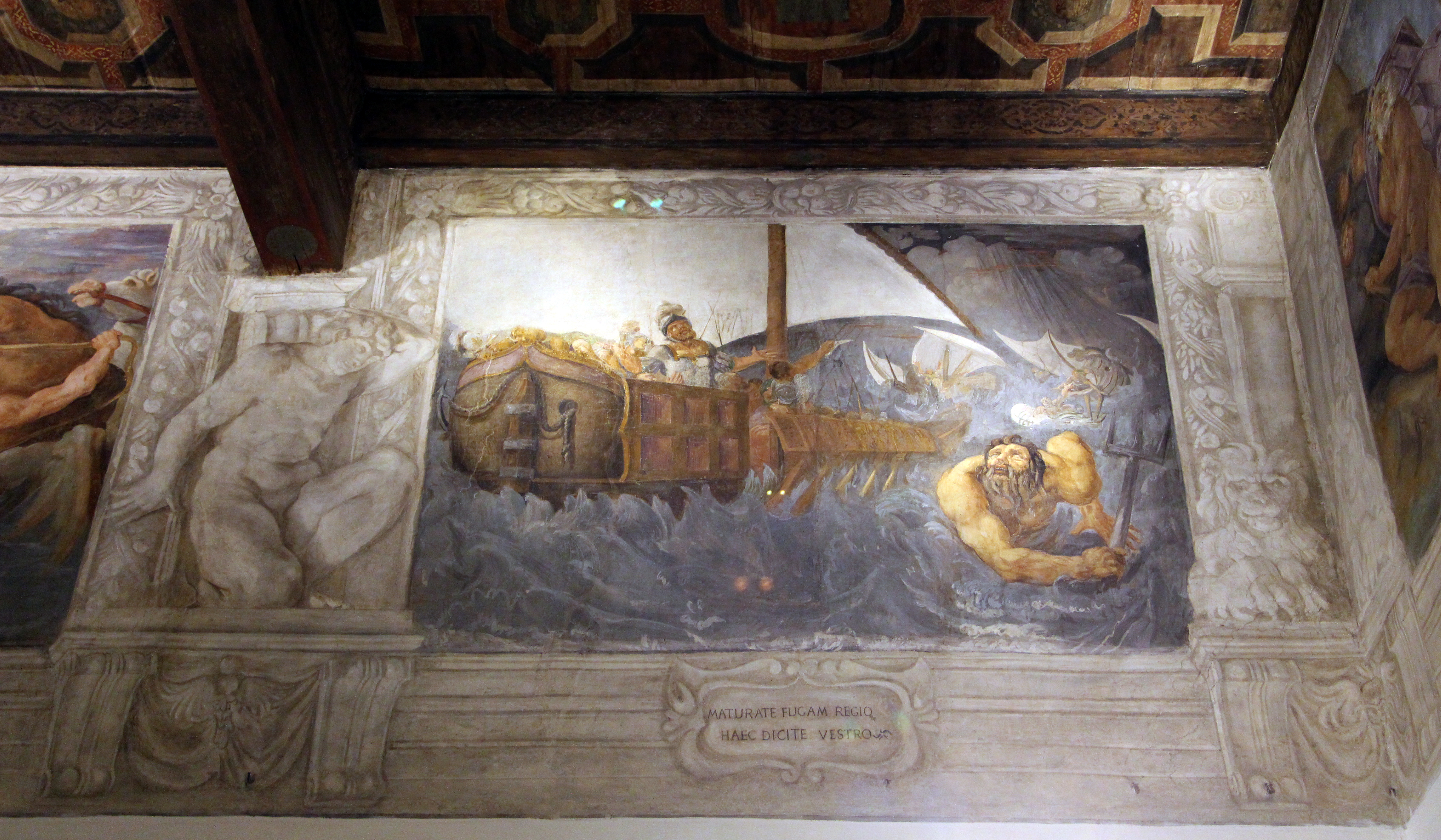
Store di Enea (1598 ca.), palazzo Fava, Bologna

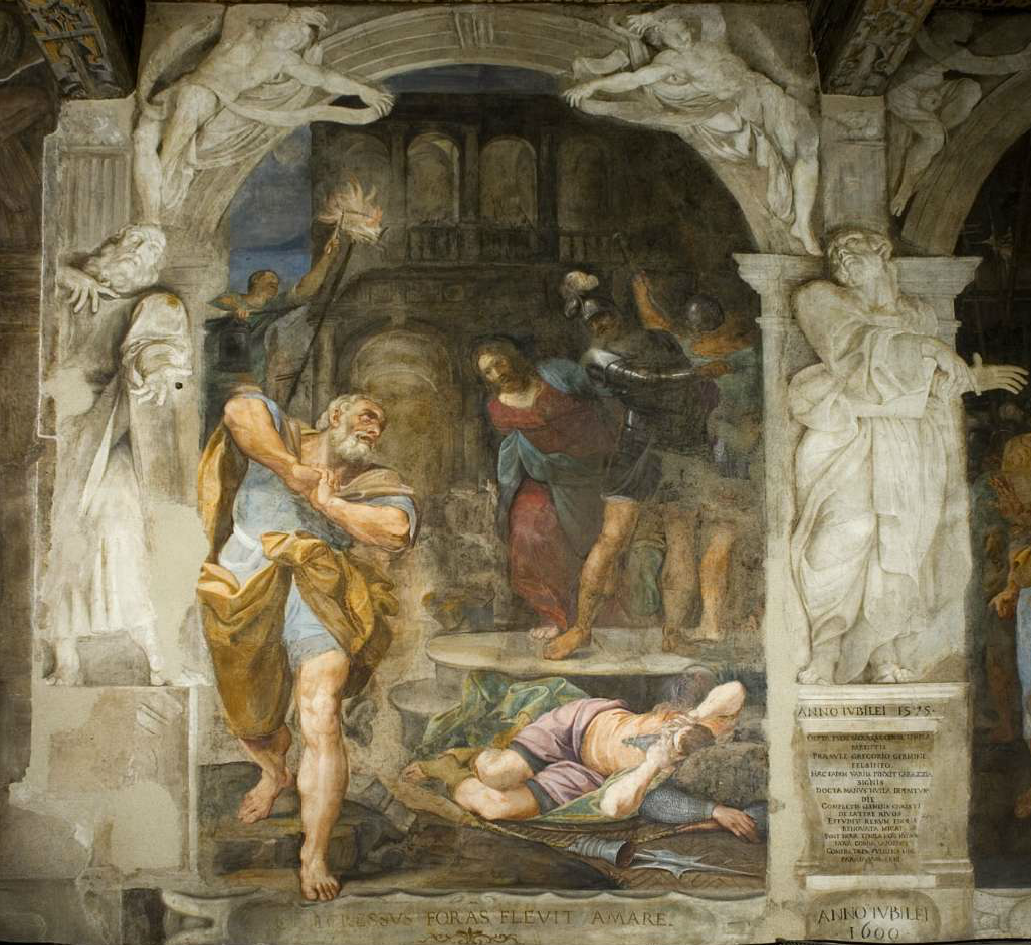
Pentimento di san Pietro (1600 ca.), chiesa di San Colombano, Bologna

Verso la metà degli anni 1590 il nuovo stile naturalistico dei Carracci soppiantò il tardo manierismo prevalente praticato dalla vecchia generazione di pittori bolognesi come Prospero Fontana, Lorenzo Sabbatini, Bartolomeo Passerotti e, per l'appunto, il Calvaert. I tre migliori allievi del maestro fiammingo non tardano dunque a lasciare la sua scuola, il primo a salutarlo fu il Reni, per la moderna Accademia degli Incamminati dei Carracci dove, in assenza di Annibale, che è a Roma per le decorazioni di palazzo Farnese, operano Ludovico e Agostino. Il trasferimento di Albani all'Accademia avvenne intorno al 1595, quando aveva diciassette anni, rimanendovi per quattro anni circa.
Nel 1598 il pittore riceve le sue prime commesse pubbliche: collabora infatti alla decorazione di palazzo Fava con dieci fregi che incorniciano altrettante Storie tratte dall'Eneide di Virgilio, che intanto eseguiva Ludovico; realizza poi un affresco sotto un'arcata del palazzo del Podestà (oggi non più leggibile) per l'arrivo di Clemente VIII a Bologna, e infine un affresco (Pentimento di san Pietro) e una pala d'altare nell'oratorio di San Colombano. La commissione di quest'ultima tela, nello specifico, fu assegnata all'Albani su consiglio di Ludovico Carracci, che intanto visse in rapporti di conflitto con Guido Reni in quanto questi si sganciò già dalla scuola, ottenendo a discapito del suo ex maestro la commessa più importante del momento, ossia la realizzazione dell'affresco sulla facciata del palazzo Pubblico (sempre per l'arrivo di papa Clemente VIII). La pala realizzata dall'Albani tuttavia non mancò anch'essa di deludere il Carracci, in quanto i modi pittorici adottati non ricalcavano le opere di Ludovico, bensì quelle di Annibale.

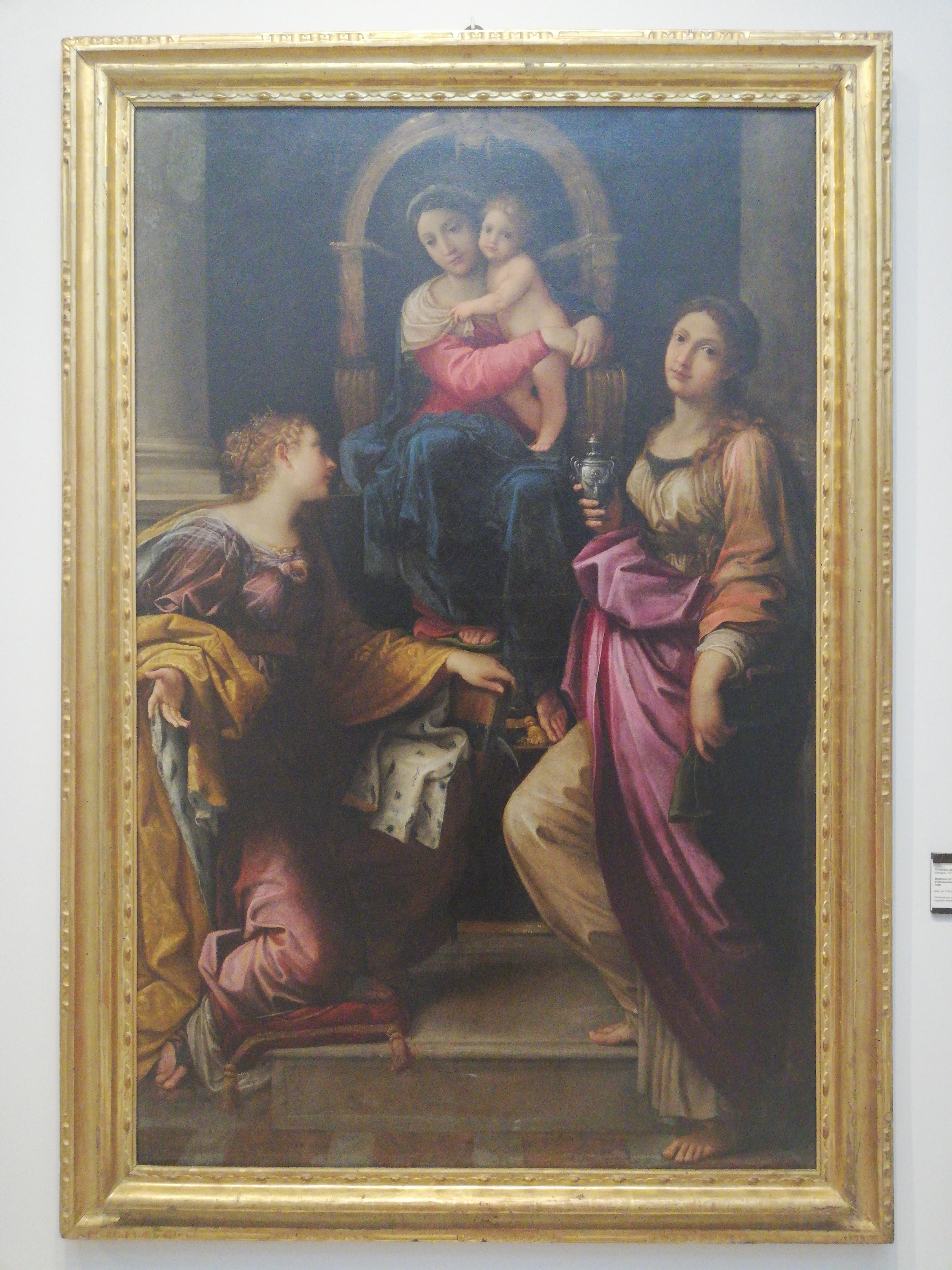
Madonna col bambino fra le sante Caterina d'Alessandria e Maria Maddalena (1599), Pinacoteca di Bologna

Il 5 dicembre 1599, all'età di ventun anni, Albani divenne membro della neonata Compagnia dei Pittori di Bologna. La presenza di Albani a Bologna nel 1601 fu registrata da Marcello Oretti, archivista che documentò il primo trimestre di quell'anno. Entro il mese di aprile il pittore completò le sue prime opere indipendenti: due pale d'altare, la Madonna in trono col Bambino e le sante Caterina d'Alessandria e Maria Maddalena (del 1599), la prima pala d'altare datata di Albani, che decorava la cappella della famiglia Artemini nell'ex chiesa bolognese dei Santi Fabiano e Sebastiano, e la Nascita della Vergine, dipinta per l'oratorio di Santa Maria del Piombo, e uno della serie di quindi Misteri del Rosario per la cappella omonima della chiesa di San Domenico. Per tutti e tre questi dipinti Albani guardò ad Annibale Carracci e, in una certa misura, ad Agostino per idee compositive e figurative.
Le speranze e forse anche la promessa di una opportunità artistica più ampia sotto la sponsorizzazione di Annibale, verso cui oramai l'Albani aveva rivolto la propria fedeltà stilistica, nonché le attrazioni di Roma stessa per qualsiasi giovane artista, devono aver spinto il pittore a valutare l'opportunità di lasciare l'Accademia per unirsi al più noto dei Carracci a Roma, dove sia l'Albani che il Reni vi si sarebbero trasferiti tra aprile e ottobre del 1601.

### I successi a Roma (1601-1617)

#### I primi lavori come supervisore delle commesse di Annibale Carracci (1601-1606)
Nell'ottobre del 1601 l'artista è a Roma. Le prime fonti offrono scarse informazioni sull'attività dell'Albani nei quattro anni tra il suo arrivo in città e l'ingresso nelle commesse di Annibale Carracci. Di certo si sa che Albani arrivò in città proprio nei mesi in cui furono svelati gli affreschi della Galleria Farnese. Per questi compiti il maestro reclutò i giovani pittori emiliani appena arrivati a Roma, quindi il Domenichino, il Lanfranco, Badalocchio, Antonio Carracci e quindi anche Francesco Albani. La presenza del pittore in questo cantiere è confermata dal biografo Giovanni Battista Passeri, che asserì che il medesimo eseguì «alcune cose» nel palazzo; tuttavia le prove certe del suo coinvolgimento sono scarse, così come i contributi che apportò sono oggi solamente deducibili sotto il profilo stilistico.
Forse la preoccupazione di attirare i mecenati lo ha portato a dipingere i piccoli quadri da cavalletto che possono essere assegnati a questi anni, di cui due, la Sacra Famiglia con santa Caterina e santa Cecilia e il San Francesco d'Assisi in estasi sorretto da due angeli, venduti al cardinale Pietro Aldobrandini; entrambe le opere apparvero nell'inventario del 1603 e sono oggi nella Galleria Doria Pamphilj. Queste due immagini sono ancora legate stilisticamente alle opere bolognesi di Albani, tuttavia l'impatto dello stile romano di Annibale si affermò presto in immagini come il poco successivo San Giovanni Battista nel deserto, la Maria Maddalena, il Martirio di San Sebastiano e Latona e i contadini della Licia.

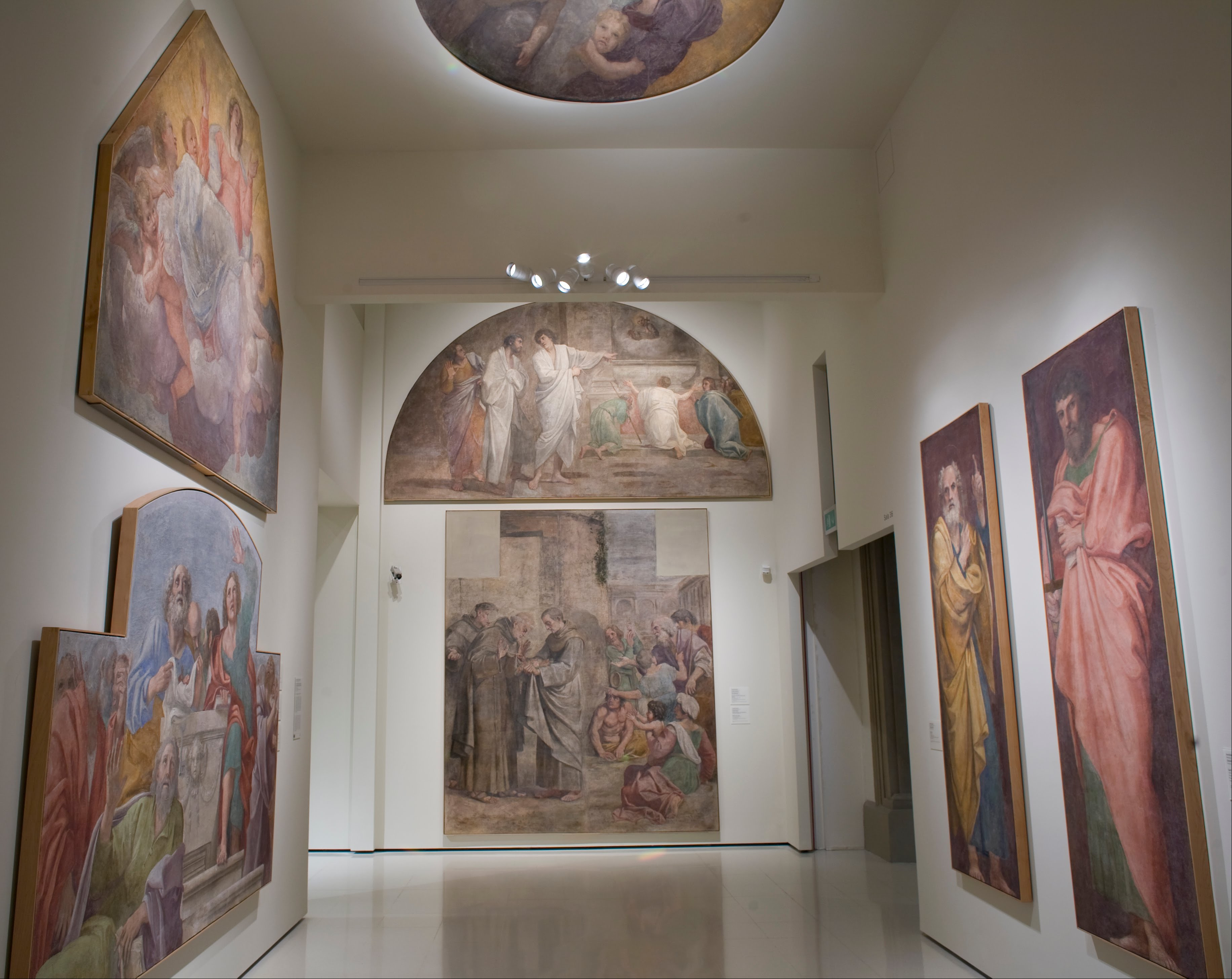
Affreschi della cappella Herrera (1602-1607), staccati e dislocati tra i musei di Madrid e Barcellona

A differenza di Guido Reni, che al suo arrivo a Roma aveva già un mecenate pronto ad accoglierlo, il cardinale Paolo Emilio Sfondrati, Albani non aveva nessun illustre committente ad attenderlo. Ebbe quindi iniziali difficoltà ad ambientarsi in città, riuscendo a trovare una propria dimensione lavorativa solo a partire dalla fine del 1604 quando la salute di Annibale cominciò a peggiorare e fu necessario chiamare qualcuno ad assumersi la responsabilità di due nuovi progetti che intanto aveva intrapreso. Albani fu nominato supervisore nella decorazione della cappella Herrera in San Giacomo degli Spagnoli (1602-1607), i cui cicli sono oggi staccati e conservati a Madrid e a Barcellona, e alle decorazioni di palazzo Aldobrandini di via del Corso (1604-1610), dove per la cappella privata del cardinale Pietro lavorò assieme al resto dell'entourage emiliano nella realizzazione di alcune lunette. L'Albani non fu un semplice assistente di Annibale per questi progetti, come lo furono invece Domenichino, Giovanni Lanfranco, Sisto Badalocchio e Antonio Carracci, probabilmente perché il suo status di artista già indipendente avrebbe richiesto meno sottomissione e comportato una paga più alta.
Nel febbraio 1602, Juan Henriquez de Herrera (padre del banchiere e socio in affari di Ottavio Costa) aveva dotato una cappella in San Giacomo degli Spagnoli, la chiesa nazionale spagnola a Roma situata in piazza Navona e la dedicò a Diego d'Alcalà, il francescano spagnolo recentemente canonizzato. Herrera diede ad Annibale l'incarico dopo che quest'ultimo aveva completato la Galleria Farnese; secondo quanto riferito, incapace di dipingere nel marzo 1605, Annibale doveva essere già gravemente malato alla fine del 1604, quando si rivolse ad Albani nella gestione del cantiere. La decorazione della cappella, che Albani stesso considerava come la sua "prima opera significativa a Roma", consisteva in otto scene sulla volta, sulle lunette e sulle pareti laterali, che illustravano episodi della Vita di San Diego e le sue azioni miracolose. La maggior parte dell'esecuzione del ciclo spetta all'Albani, mentre ad Annibale si limita l'assegnazione della scena dell'Assunzione della Vergine e, forse, una delle narrazioni trapezoidali nella volta (Pasto miracoloso). I ruoli di Domenichino e Lanfranco, se presenti, erano minime, mentre Sisto Badalocchio completò probabilmente le due lunette.
Le lunette Aldobrandini (oggi tutte alla Galleria Doria Pamphilij) assegnate direttamente alla mano del pittore sono l'Assunzione della Vergine, la maggior parte della Visitazione e le figure principali dell'Adorazione dei magi. L'assistenza di Sisto Badalocchio sembra certa nelle figure secondarie in questi ultimi dipinti, mentre ancor più marginali furono gli interventi del Lanfranco. Annibale Carracci fece in tempo ad eseguire due delle sei lunette (Fuga in Egitto e Sepoltura di Cristo), completate nel 1604; alla fine di gennaio del 1605 risulta tuttavia il primo pagamento ad Albani per i «sei dipinti che sta facendo con i suoi compagni», in quanto a quella data Annibale gli aveva già ceduto definitivamente la gestione ufficiale del progetto. Alcune delle lunette potrebbero non essere state completate immediatamente poiché il cardinale lasciò Roma dopo l'ascesa al trono di Paolo V Borghese; il pagamento finale e la consegna sono registrati infatti solo nel gennaio del 1613.

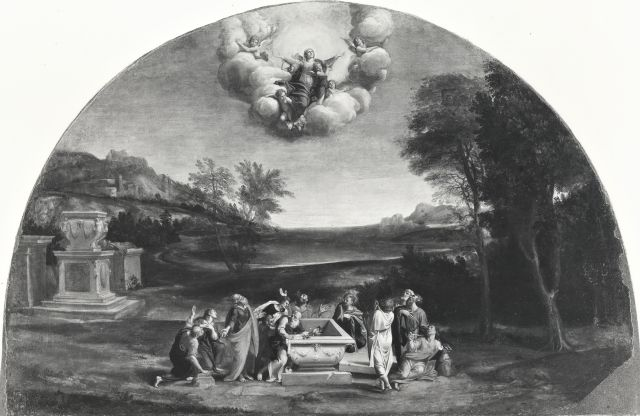
Paesaggio con l'Assunzione della Vergine (1604-1610), Galleria Doria Pamphilij, Roma
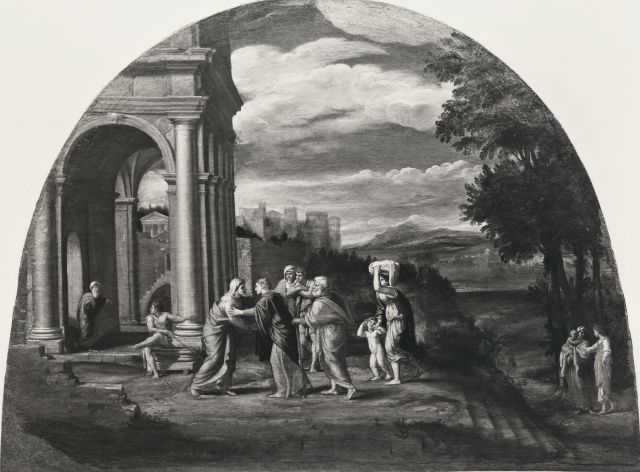
Paesaggio con la Visitazione (realizzato con Sisto Badalocchio, 1604-1610), Galleria Doria Pamphilij, Roma
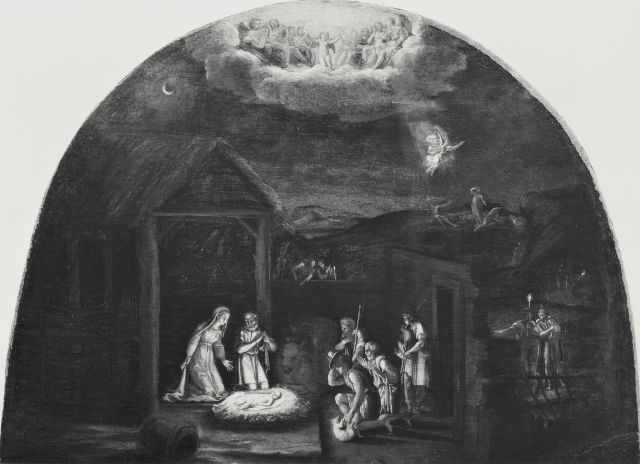
Adorazione dei Pastori (opera di Sisto Badalocchio sotto la supervisione di Albani, 1604-1610), Galleria Doria Pamphilij, Roma
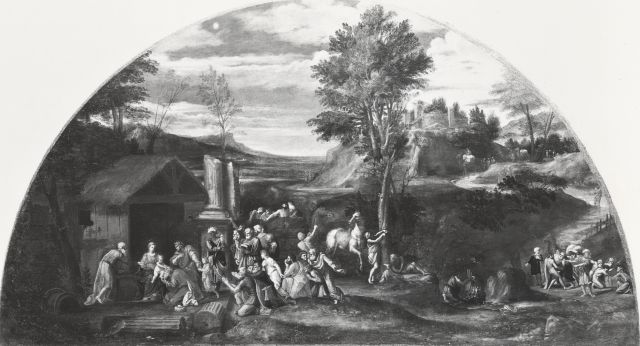
Paesaggio con l'Adorazione dei Magi (realizzato assieme a Giovanni Lanfranco e con l'assistenza di Sisto Badalocchio, 1604-1610), Galleria Doria Pamphilij, Roma

#### I grandi cicli di affreschi per le famiglie della nobiltà romana (1606-1617)

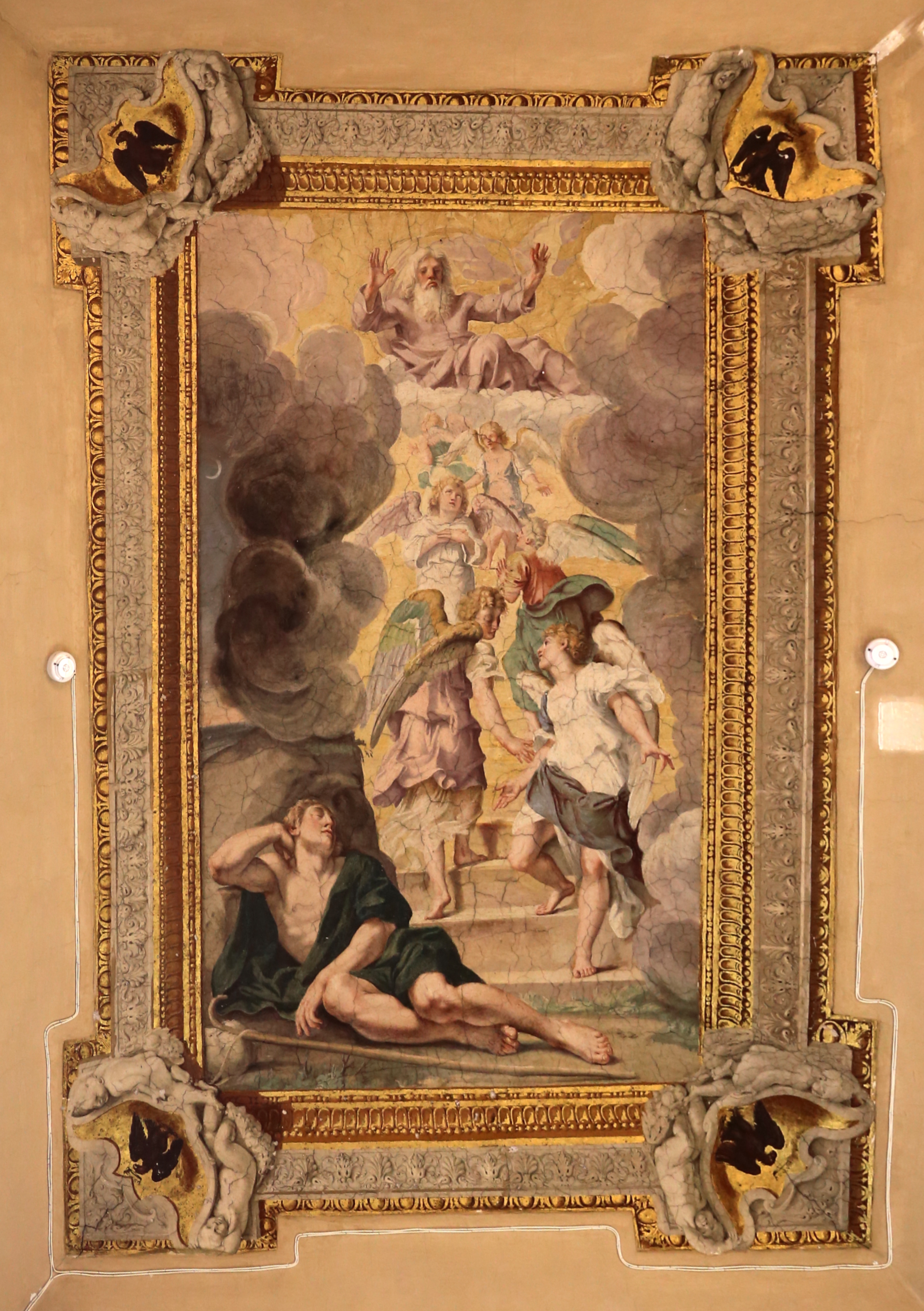
Sogno di Giacobbe (1606), palazzo Mattei di Giove, Roma

Il successo dei progetti Aldobrandini ed Herrera (quest'ultima compensata di 2000 scudi divisi tra Annibale e Albani) portò ad una serie di prestigiose commissioni compiute in quattro palazzi romani, tutte riguardabili cicli di affreschi.
Nel 1606 Albani fu incaricato da Asdrubale Mattei di dipingere il suo primo ciclo di affreschi indipendenti, per un compenso complessivo pari a 500 scudi (poi ridotto a 300 in quanto Albani si rifiutò di decorare anche il grande salone, che poi passò alle mani di Gaspare Celio, in quanto riteneva troppo esiguo il compenso generale della commessa). Consigliato da Cristoforo Roncalli, che fungeva da consulente artistico, il nobile assunse il pittore bolognese per affrescare i soffitti di tre sale adiacenti al piano nobile del palazzo Mattei con episodi della vita di Giacobbe: la Benedizione, il Sogno e Giacobbe e Rachele al pozzo. Anche se la commessa era di fatto autonoma, secondo le prime fonti sembra che anche in questo caso Albani si sia avvalso della collaborazione della nota bottega del Carracci, quindi di Sisto Badalocchio, del Lanfranco, del Domenichino e di Antonio Carracci. Dai documenti d'archivio si evince che Albani è il «pittore che sta dipingendo le tre stanze» tuttavia vengono citati come collaboratori solo Lanfranco e un assistente non identificato, che «applicò l'ovile alle suddette stanze». Da indagini stilistiche si evince invece che ebbe sicuramente qualche aiuto da Badalocchio nella Benedizione mentre il Lanfranco e il Domenichino si occuparono dell'esecuzione della maggior parte del contorno decorativo della volta della terza stanza. Con questa commessa, che fu terminata nel 1607, Albani prolungò di fatto il suo ruolo di supervisore degli allievi più giovani di Annibale, offrendo loro lavoro in progetti indipendenti dallo studio Carracci.

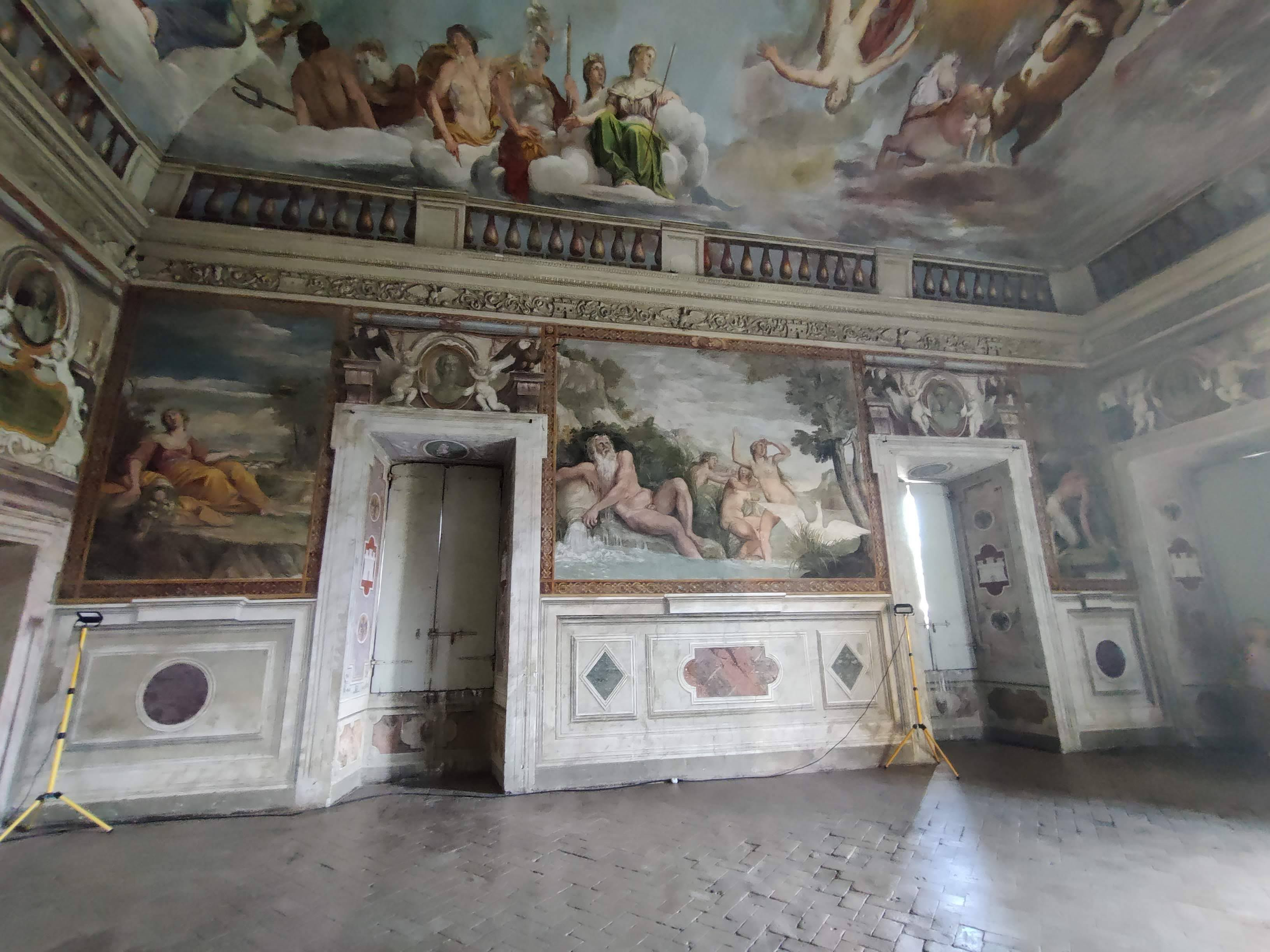
Cicli alle pareti della Caduta di Fetonte (1609-16910), villa Giustiniani a Bassano Romano

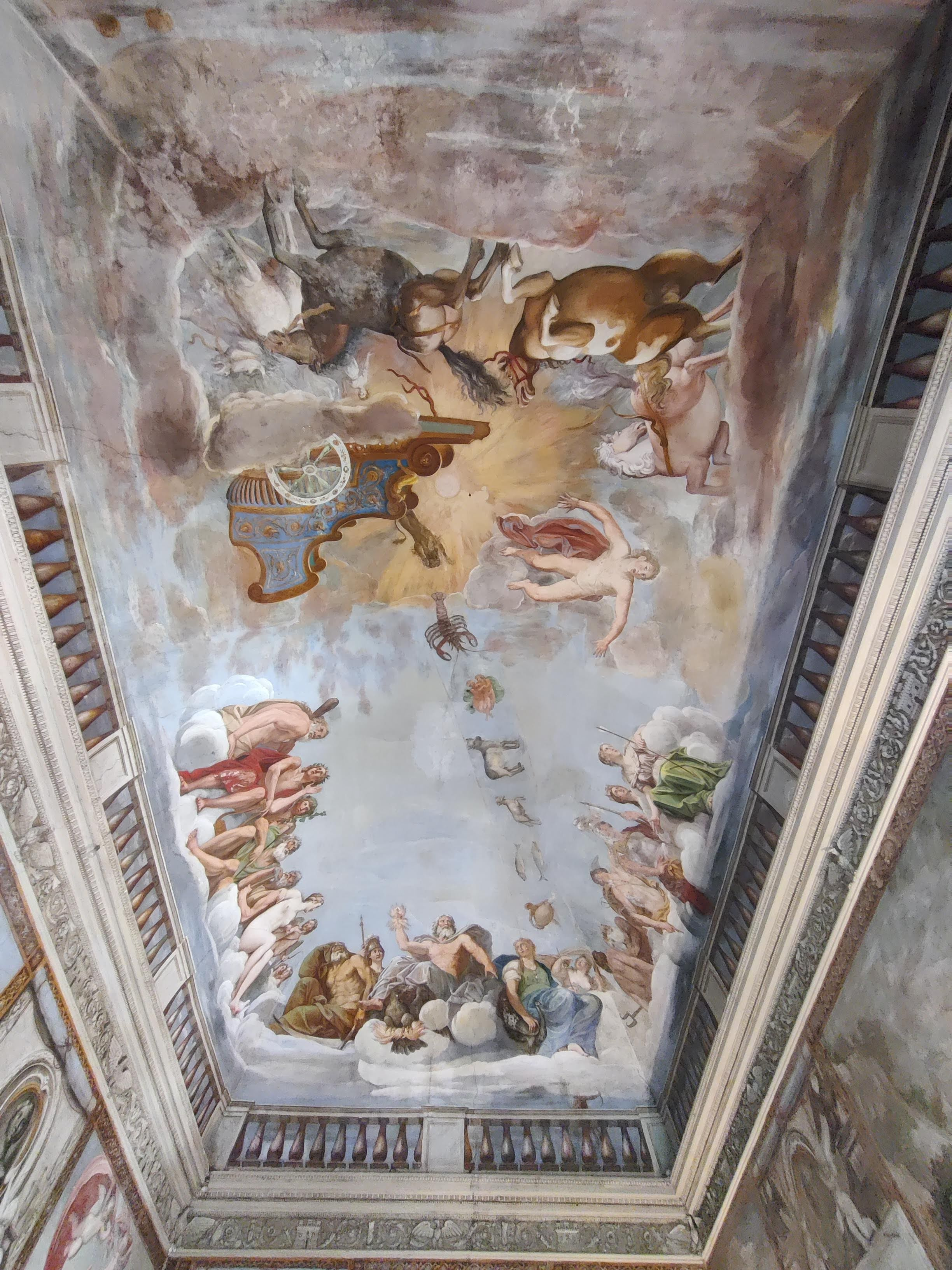
Caduta di Fetonte (1609-16910), villa Giustiniani a Bassano Romano

Successivamente ai lavori di palazzo Mattei, furono compiuti tra il 1609 e il 1610 quelli nella tenuta di campagna dei Giustiniani a Bassano di Sutri, i cui risultati della Galleria, dove realizza nella volta e nelle pareti laterali la storia della Caduta di Fetonte, costituiscono il momento più alto del pittore di quel periodo (e forse dell'intera carriera). Qui il pittore ha avuto la possibilità di lavorare per il più illustre conoscitore della Roma del primo Seicento, ossia il marchese Vincenzo, seppur a quel tempo Albani considerava questi affreschi la sua seconda maggiore opera degli anni romani, dopo la cappella Herrera. Tuttavia a differenza di quest'ultimo progetto, nei lavori di Bassano il pittore era di fatto da solo al cantiere, senza collaboratori; pertanto il suo operato rappresentava una sfida maggiore rispetto agli affreschi precedenti. La lunga volta ricorda la forma del soffitto della Galleria Farnese di Annibale Carracci, ma Albani questa volta non imitò lo schema decorativo del suo maestro. Invece della finta e complessa struttura architettonica che sostiene i quadri riportati, Albani ha infatti aperto la volta a una distesa di cielo ininterrotta dove si sviluppa tutta la scena, che è delimitata lungo i lati da una semplice balaustra. In nove riquadri affrescati lungo le pareti laterali, invece, sono raffigurate scene "della Terra" che descrivono il disastro che si sta compiendo sulla volta. Nel 1620 Joachim von Sandrart, facendo visita al palazzo, elogiò la Galleria per la sua «perfezione magistrale», asserendo inoltre che quest'opera «diffuse il nome di Albani in tutta Roma e lo rese acclamato come un famoso maestro». I lavori terminarono nell'estate del 1610. Gli ultimi ritocchi "a secco" furono affidati a Giovanni Battista Viola, che in quanto esperto paesaggista, si presume abbia apportato degli interventi (comunque sotto la supervisione di Albani) sulle montagne di sfondo delle scene lungo le pareti laterali. I due artisti si conoscevano molto bene: collaborarono infatti nei due dipinti del casino del cardinale Montalto sull'Esquilino affidati al Viola (per i quali l'Albani si limitò a dipingere le figure), condividevano una casa vicino alla chiesa di Sant'Andrea delle Fratte e nel 1613 divennero effettivamente parenti quando Albani sposò la figliastra del Viola, Anna.
All'inizio del 1610 Albani si avviò anche a un altro cantiere, questa volta non suo, ma di Guido Reni, che fu chiamato alla decorazione della cappella privata di papa Paolo V nel palazzo del Quirinale. Sotto la supervisione del Reni ad Albani fu affidato il compimento dei putti nella volta sopra il transetto sinistro della cappella dell'Assunta. Questo fu l'unico intervento che venne richiesto all'Albani, dopo del quale fu congedato dal progetto papale. Albani si risentì, comprensibilmente, e da questo momento in poi l'amicizia tra i due artisti si raffreddò fino a degenerare in una reciproca animosità che persistette fino alla morte di Reni.

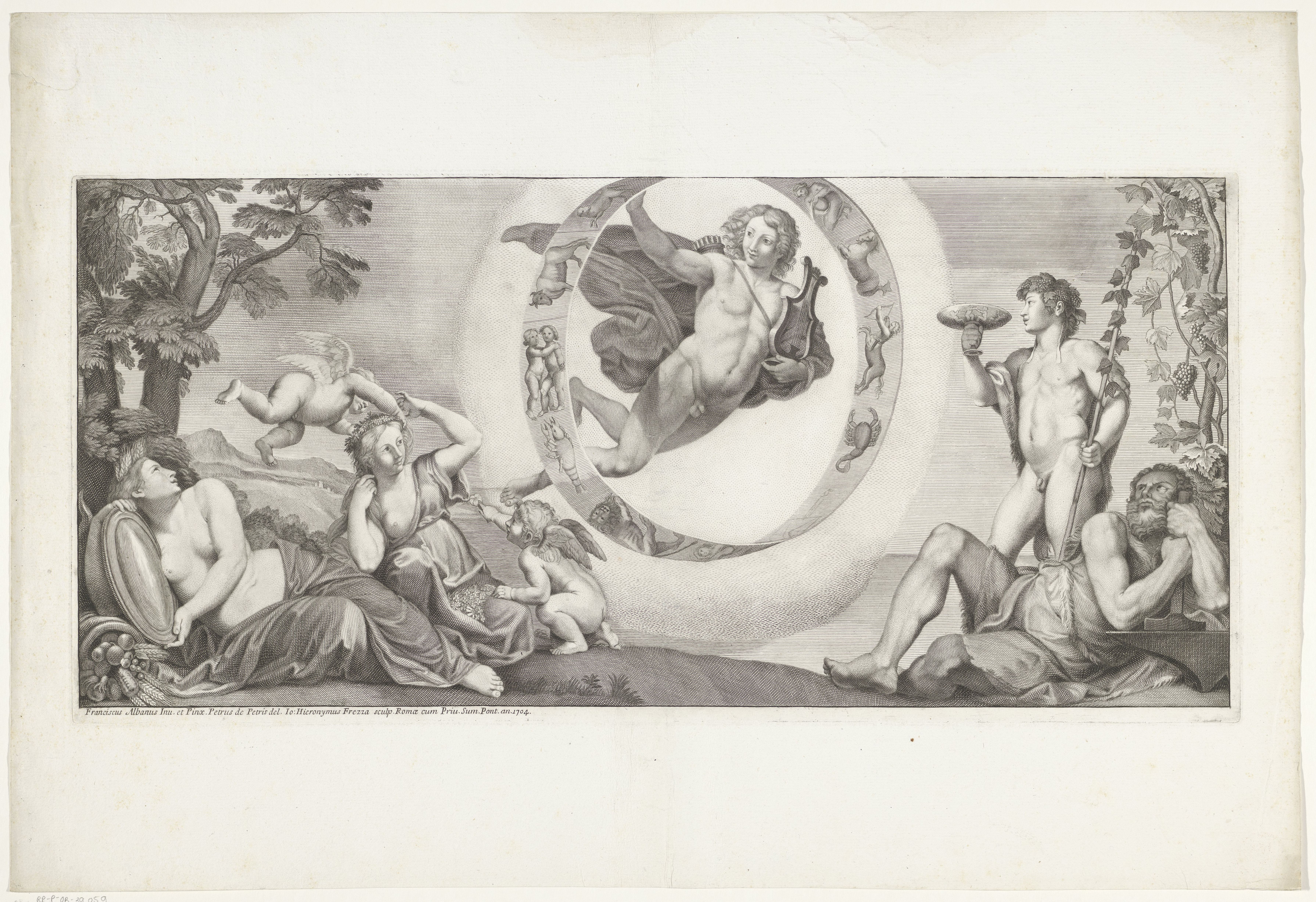
Incisione di Giovanni Girolamo Frezza del 1704 del rettangolo centrale con la scena di Apollo con Flora, Cerere, Bacco e Vulcano (1611-1612), dal ciclo di palazzo Verospi a Roma

Tra il 1611 e il 1612 Albani è impegnato nel palazzo Verospi al Corso per decorare, su volontà di Ferrante e del fratello monsignor Fabrizio, la loggia al piano nobile. Il sodalizio di Albani con i Verospi durò anche con Girolamo, figlio di Ferrante, quando divenne vescovo di Osimo, il quale commissionò ad Albani nel 1642 una pala d'altare (Santa Tecla e Sant’Agnese) per la cattedrale di San Leopardo. Il ciclo di affreschi, raffigurante il Sole che governa sui dodici mesi dell'anno e sulle quattro stagioni, tema simile a un altro che diventerà di successo al tempo, il Carro dell'Aurora, realizzato dai colleghi bolognesi a Roma: Guido Reni per il casino Borghese, poi divenuto Pallavicini (1614), il Guercino per la villa Ludovisi (1621) e infine il Domenichino per il palazzo Costaguti (1622 circa). L'opera di Albani costituì la sua terza grande commessa a Roma dopo quelli Mattei e quelli fuori porta per i Giustiniani: Giulio Mancini elogiò il ciclo per la sua «colorazione, invenzione, grazia, decoro e calore»; Giovanni Pietro Bellori cita anche il palazzo Verospi nella sua guida alle collezioni romane degne di nota (sia per gli affreschi di Albani che per le sue importanti antichità). La volta della loggia viene concepita, causa la sua conformazione architettonica a costoloni, in maniera differente rispetto a quella del precedente Mattei (dove adottò lo stile del "quadro riportato") o del ciclo di Bassano (dove l'affresco è dipinto in maniera unitaria), qui infatti le singole scene sono inserite in scomparti scanditi da stucchi e cornici, richiamando i maestri cinquecenteschi come il Cavalier d'Arpino per la loggia Orsini (1594) o Raffaello nella loggia Farnese (1512). Il pittore raffigura nel rettangolo centrale Apollo che aleggia sopra un paesaggio; uno zodiaco luminoso circonda la sua figura e ai suoi lati ci sono Flora e Cerere a sinistra, e Bacco e Vulcano a destra. Una coppia di putti nei due medaglioni ovali che fiancheggiano la scena centrale personificano invece le ore del giorno, Alba e Crepuscolo, mentre due allegorie femminili ancora più al lato riempiono i pennacchi alle due estremità della volta e rappresentano il Giorno e la Notte. Nei pennacchi laterali sui lati lunghi sono raffigurati sei dei planetari che incarnano i giorni della settimana (Giove, Marte, Mercurio, Diana, Saturno e Venere), mentre altri dodici pennacchi più piccoli che contornano la volta raffigurano i mesi dell'anno.

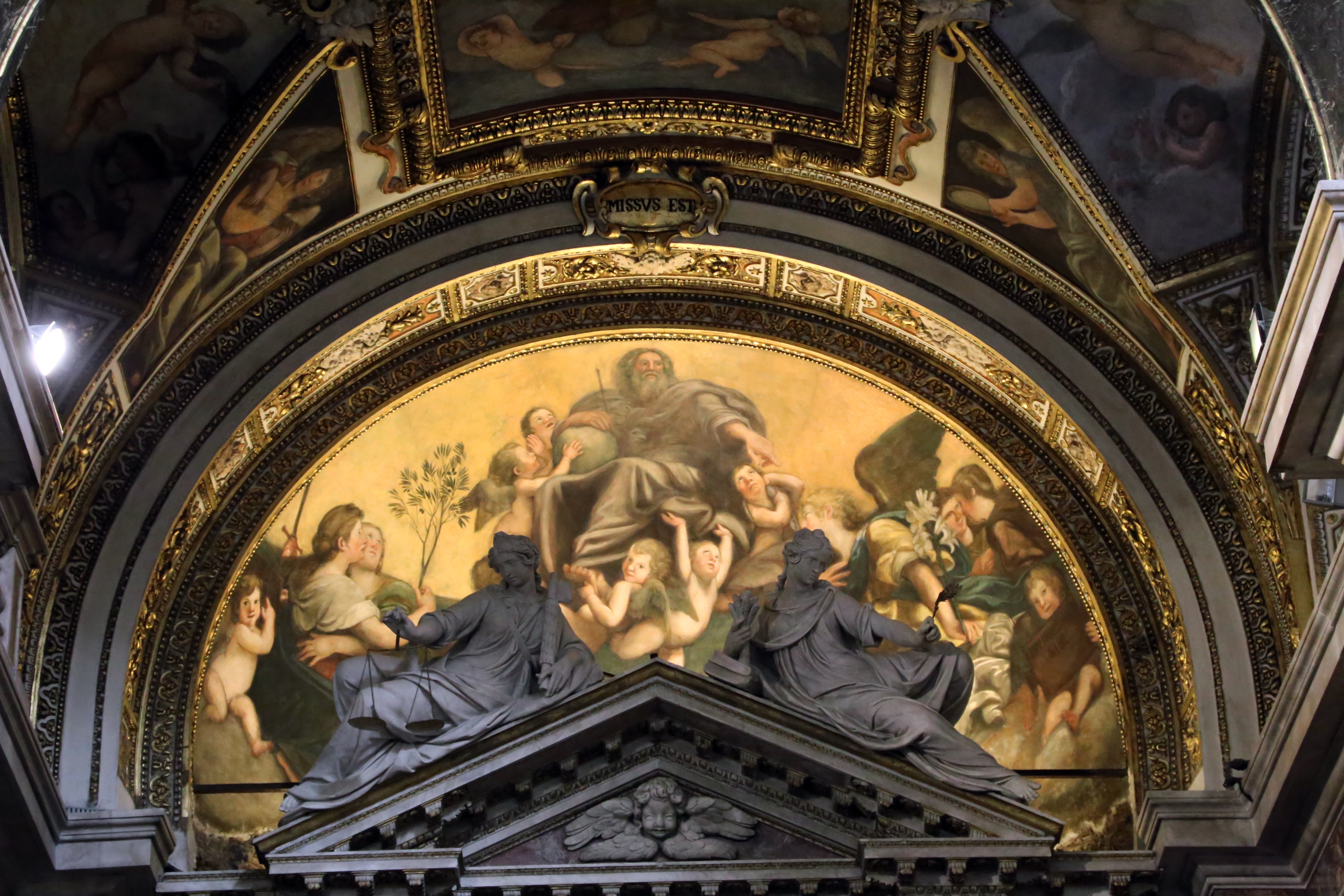
Eterno in gloria (1612-1614), Santa Maria della Pace, Roma

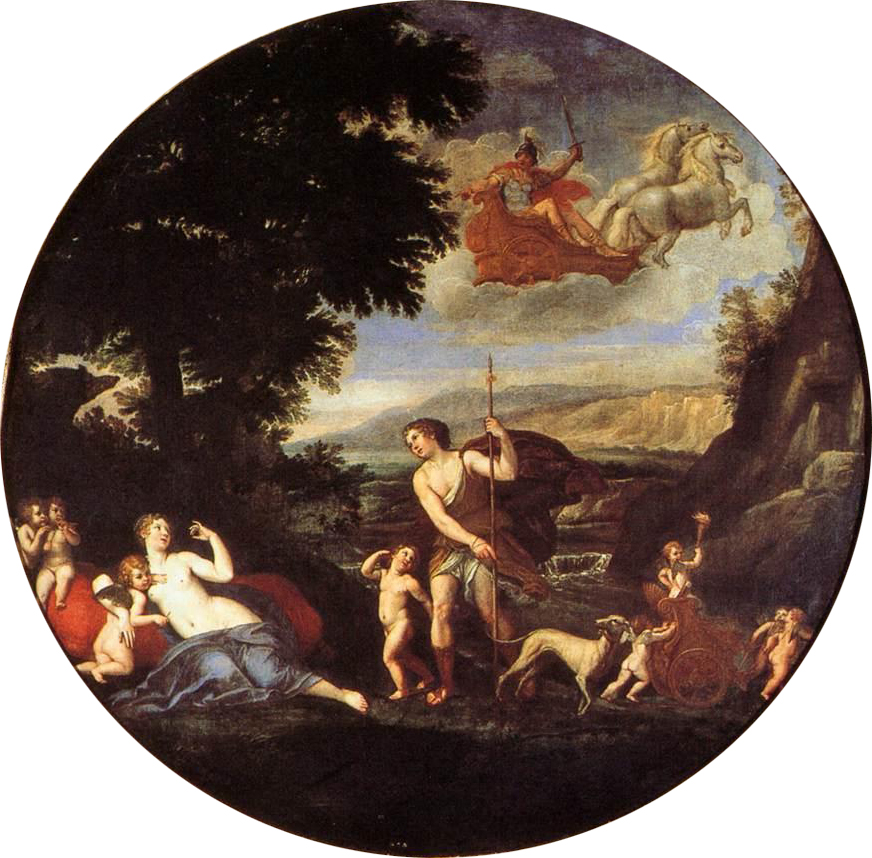
Venere e Adone (1616-1617), Galleria Borghese, Roma

Tra il 1612 e il 1614 compie Albani ricevette una commissione per un importante progetto ecclesiastico: la decorazione della volta del nuovo coro in Santa Maria della Pace, di proprietà di Gaspare Rivaldi, notaio e titolare del Tribunale della Sacra Rota sotto il pontificato di Paolo V Borghese. Era un incarico di prestigio per il pittore, che si trovò a lavorare in una chiesa che ospitava già molti tesori, tra cui di Raffaello, di Peruzzi e del Bramante. Gli affreschi decorano il catino absidale, dove l'Eterno in gloria è posto nella lunetta della parete frontale, l'Assunzione della Vergine con angeli decora invece la volta, mentre i profeti Isaia e David sono collocati sopra l'arco dell'abside.
Il 1º giugno 1614 nasce la figlia Elisabetta dalla moglie Anna Eufemia Rusconi, quest'ultima che muore venti giorni dopo per le complicazioni del parto; intorno a questo periodo è iscritto nell'Accademia Romana di San Luca. Nonostante questo successo pubblico, Albani non intraprese ulteriori commissioni su larga scala nei successivi tre anni dalla conclusione della decorazione della cappella Rivaldi. Secondo Giulio Mancini il motivo fu poiché la situazione finanziaria del pittore fosse "troppo comoda", sia per eredità propria di famiglia, che per dote matrimoniale. Tra il 1614 e il 1617 Albani eseguì solo un piccolo numero di dipinti da cavalletto, tra questi un gruppo di paesaggi mitologici con Storie di Venere e Diana, che furono poi acquistate nel 1622 dal cardinale Scipione Borghese per la sua collezione romana, e solo una pala d'altare minore a Roma, cosa che lo rendeva anomalo al tempo rispetto ai suoi colleghi compatrioti Reni, Domenichino, Lanfranco e Guercino, i quali erano invece particolarmente attivi in tal senso.
Il soggiorno romano di Albani durò sedici anni: a causa di motivi familiari (dopo la morte della moglie e trovatosi da solo ad accudire un bambino, venne pressato dal fratello maggiore Domenico che, volendo rimanere scapolo, spinse Francesco a tornare a casa per portare avanti la linea familiare) deve far ritorno a Bologna nel 1617.

### Il ritorno a Bologna (1617-1660)

#### Le commesse Gonzaga (1617-1622)
Durante la seconda metà del 1617, Albani si stabilì a Bologna e nel febbraio 1618 si risposò con Doralice Fioravanti, di nobile famiglia locale. Un anno dopo, nel febbraio 1619, la donna diede alla luce il primo dei loro numerosi figli, il dodicesimo e ultimo dei quali nacque solo nel 1634. L'attività del pittore durante il secondo periodo bolognese si concentra essenzialmente su una serie di opere tratte da temi mitologici a sfondo paesaggista, che ne faranno la sua peculiarità stilistica, tra cui le principali furono quelle commissionate dal duca Gonzaga.
È infatti a Mantova da luglio 1621 fino al 1622 per decorare con Lucio Massari la villa Favorita del duca Ferdinando. Il ciclo tuttavia non trovò mai concreta realizzazione, ma fu riconvertito in un gruppo di quattro grandi tele che può considerarsi essere il secondo ciclo paesaggistico di Albani, ora tutte al Louvre. Guido Reni, prima scelta del duca, si era rifiutato di lavorare nell'affresco, e quindi il conte Andrea Barbazzi (agente per il duca a Bologna) suggerì Albani come alternativa poiché era «[...] forse l'artista di punta dopo Reni [a Bologna] e come persona che in [Santa Maria della] Pace a Roma e in mille altri luoghi famosi, ha realizzato opere bellissime e in particolare nell'affresco [...]».

L'esito dell'incontro con l'Albani tuttavia non fu ottimale: il pittore non si guadagnò la stima del duca, che riteneva che l'artista avesse tempi di esecuzione troppo lunghi oltre che richieste irragionevoli circa il pagamento complessivo dell'opera. Pertanto la commessa virò nella tecnica ad olio anziché i cicli ad affresco, concependo quattro tele che il pittore iniziò a dipingere una volta tornato a Bologna, nel 1622, ma che riuscì a consegnarli terminati solo nel 1626, dopo la morte del duca Ferdinando. I dipinti, che palesano un evidente richiamo stilistico ai Baccanali di Tiziano, passarono dunque prima Giovan Carlo de' Medici, che chiamò il pittore nel 1633 per decorare ad affresco la villa del principe, il fratello Ferdinando, poi al nobile fiorentino Paolo Francesco Falconieri che la tenne presso la sua dimora di via Giulia a Roma fino poi a passare nelle collezioni di Luigi XIV. Appartiene a questo periodo bolognese anche l'esecuzione della Danza degli amorini che era appeso a palazzo Sampieri, a Bologna, nel 1678 e che oggi è alla Pinacoteca di Brera.

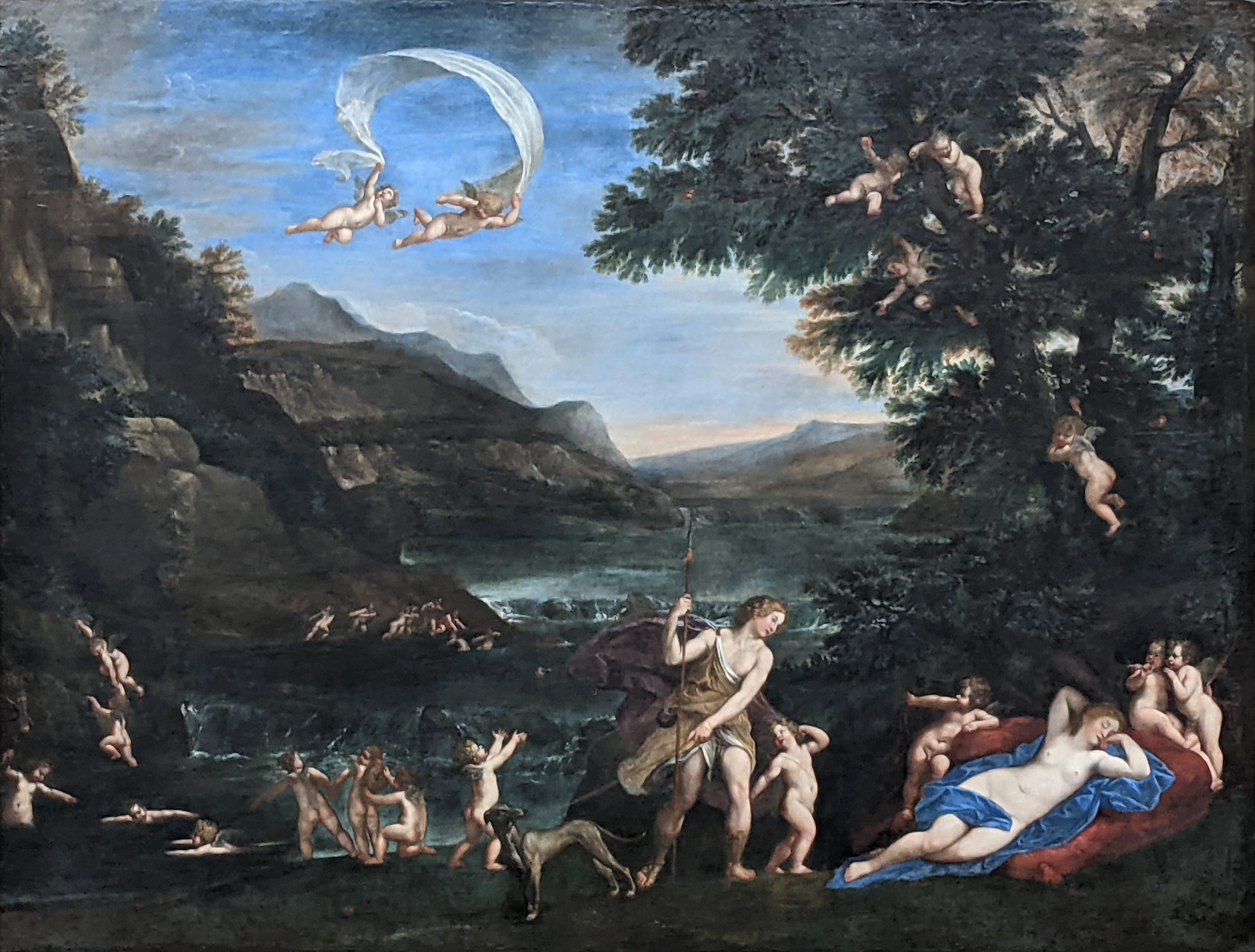
Adone condotto da amorini a Venere (1622-1630), Museo del Louvre, Parigi
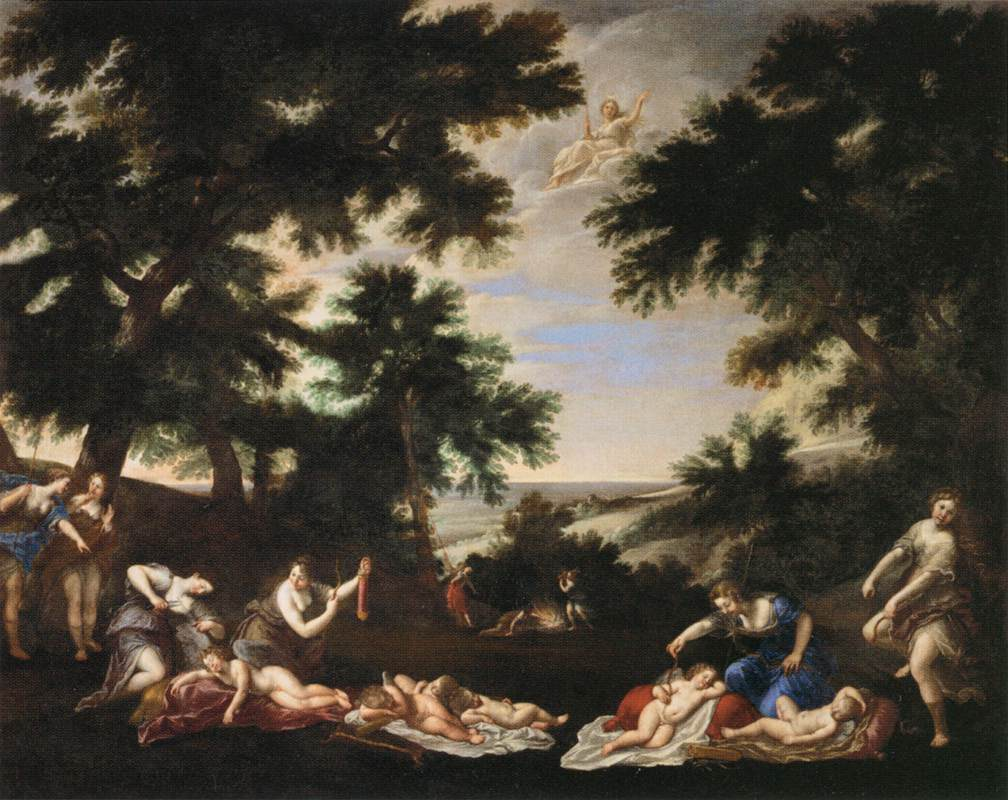
Amorini disarmati (1622-1630), Museo del Louvre, Parigi
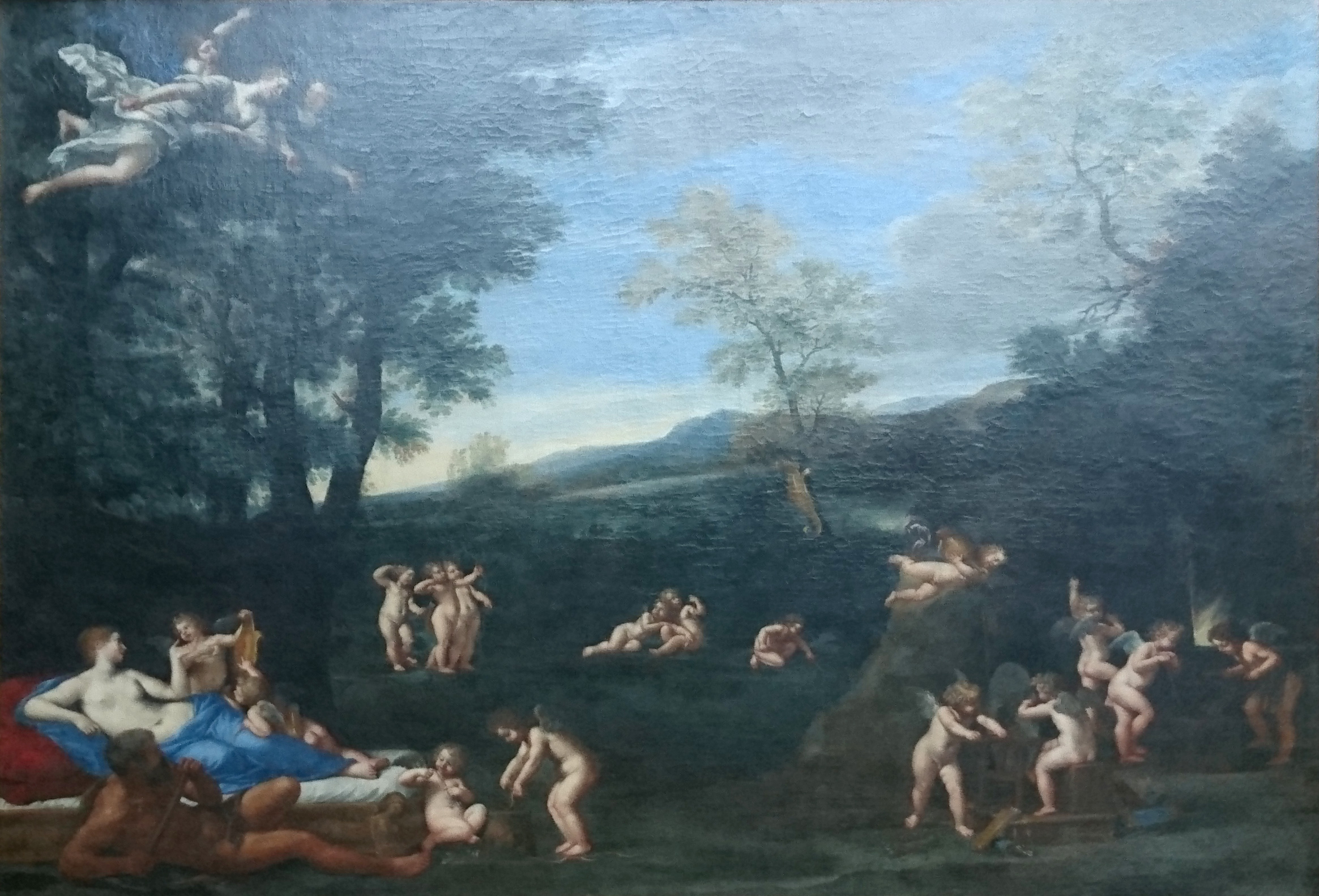
Riposo di Venere e Vulcano (1622-1630), Museo del Louvre, Parigi
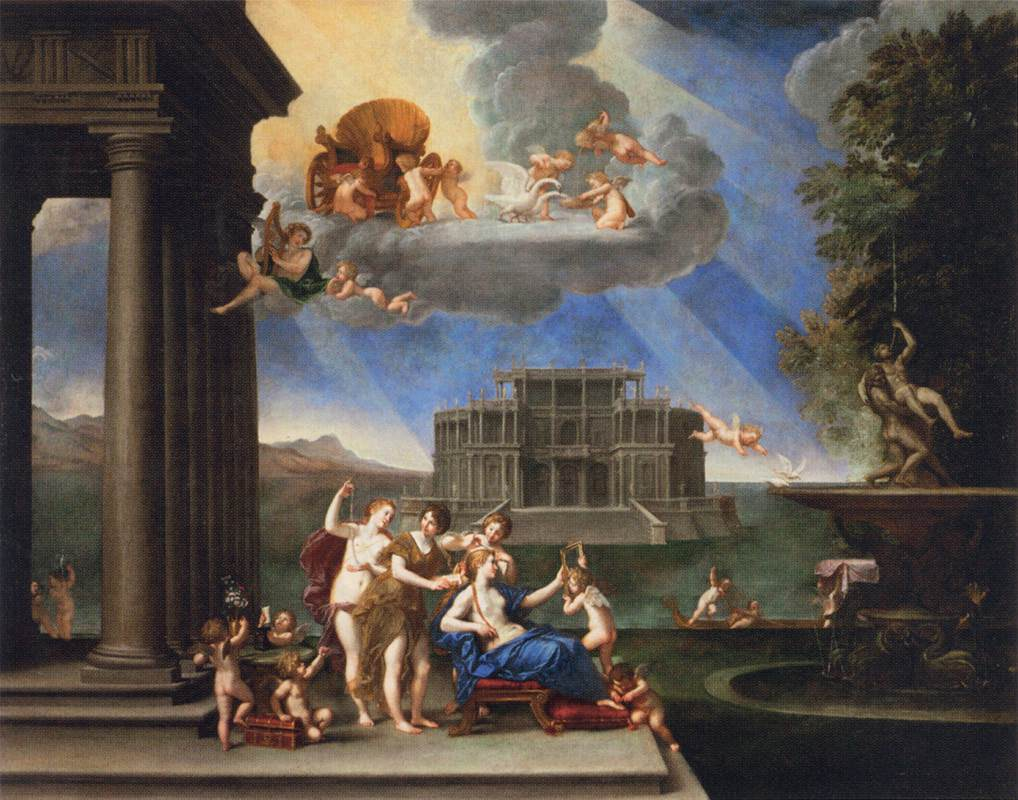
Venere alla toilette (1622-1630), Museo del Louvre, Parigi

#### Le pale d'altare (1620-1650)

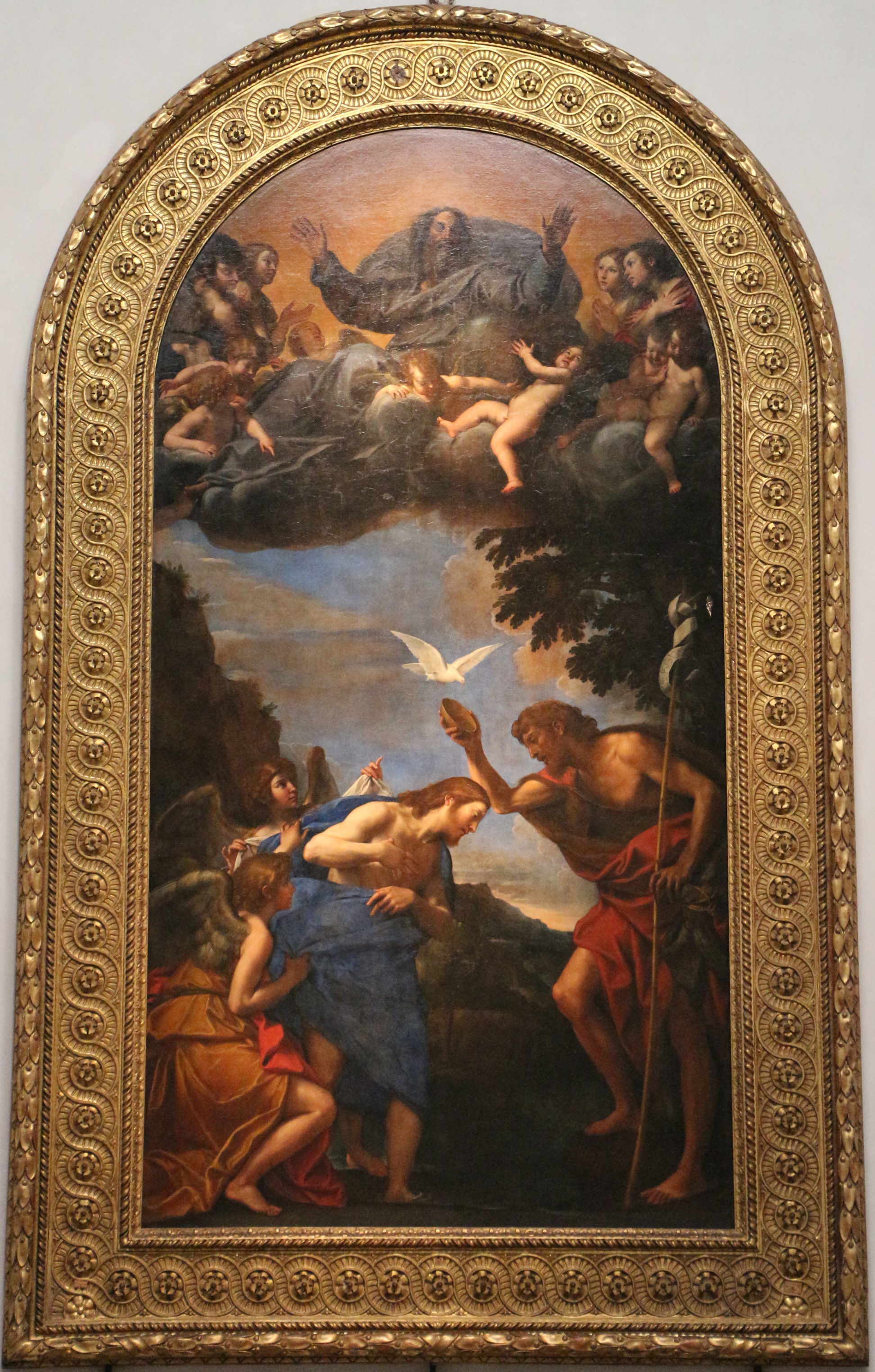
Battesimo di Cristo (1620-1624), pinacoteca Nazionale di Bologna

Tra il 1620 e il 1624 il pittore realizza intanto una delle sue poche pale d'altare della carriera (di cui la maggior parte di queste realizzate proprio durante il secondo soggiorno bolognese del pittore), il Battesimo di Cristo per la chiesa di San Giorgio in Poggiale (ora nella pinacoteca Nazionale di Bologna). Di fatto fu la prima pala di Albani dopo il suo ritorno da Roma, commissionata dal proprietario della cappella, il mercante bolognese Matteo Gnetti (o Gnicchi), che scelse anche il soggetto dell'opera, prima della partenza per Mantova dell'Albani, ma completata solo al suo rientro in città. Il Battesimo di San Giorgio assicurò la posizione di Albani come serio rivale di Guido Reni per le commissioni pubbliche della città di Bologna a metà degli anni 1620.
Fu nuovamente a Roma in un breve soggiorno dal 1623 al 1625 per risolvere la causa intentata da Giovanni Battista Viola sul patrimonio della sua prima moglie. In quest'occasione Albani accettò l'incarico di realizzare i Quattro Elementi per il cardinale Maurizio di Savoia. La richiesta fu avanzata con lo scopo di "replicare" il successo dei cicli Borghese, che tanto piacquero al Savoia: Albani ha nuovamente raffigurato in quattro ovali scene mitologiche con nudi femminili e putti in paesaggi, con ognuna delle quattro tele rappresentanti uno degli elementi della Terra. Sebbene terminato entro il 1628, il ciclo fu consegnato solo dopo il 1633 perché il mecenate era dilatorio nel regolare i conti con l'artista, che riuscì ad esser pagato solo dopo aver minacciato di vendere il ciclo a un altro cliente.

Nel 1627 il nome di Albani fu segnalato dal cardinale Francesco Barberini per una delle pale d'altare rimanenti in San Pietro: tuttavia la commissione non fu mai realizzata (mentre fu assegnata a Valentin de Boulogne, che per la basilica realizzò il Martirio dei santi Processo e Martiniano due anni dopo). La scelta iniziale di Albani attesta la sua fama a Roma, anche se rimane ignoto il motivo della perdita di una commissione così prestigiosa. Si trattò dell'ultima commessa pubblica in città, tant'è che d'ora in poi fornì pale d'altare esclusivamente per le chiese bolognesi ed emiliane. 

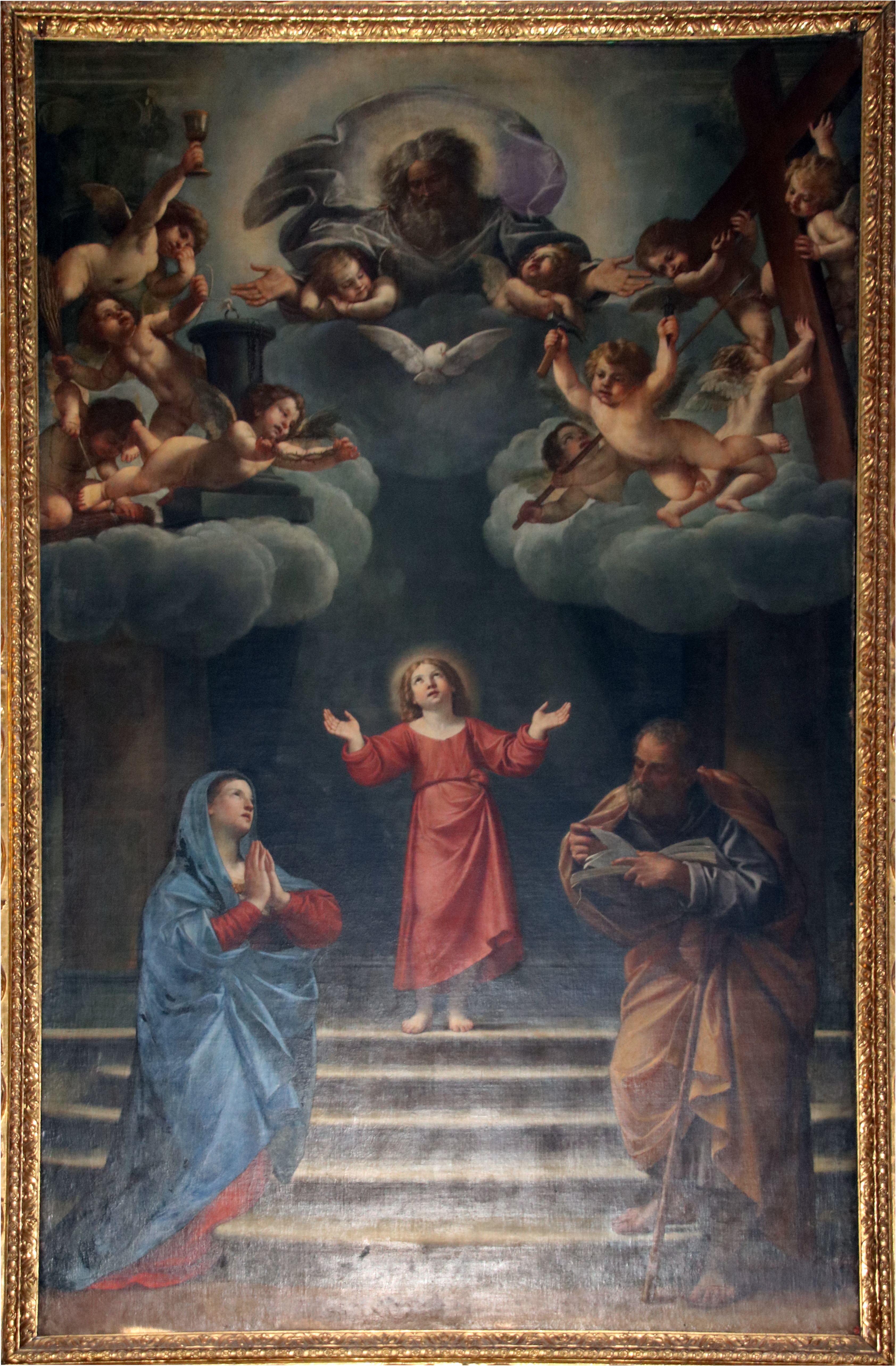
Sacra Famiglia con i simboli della Passione (1632), chiesa Santa Maria in Galliera, Bologna

All'indomani della peste che colpì Bologna nel 1630 Albani è registrato a Venezia alla metà dello stesso anno. Rientrato di nuovo a Bologna entro il 1632 avvia negli ultimi trent'anni di attività svariate esecuzioni di pale d'altare e opere devozionali di particolare successo, il San Sebastiano dipinto come vessillo processionale per Forlì, o come la Sacra Famiglia con i simboli della Passione per la cappella Cagnoli di Santa Maria in Galliera, nonché l'Annunciazione per la chiesa di San Bartolomeo a Bologna. Nello specifico l'opera per la congregazione di San Filippo Neri, completata nel 1632, è il fulcro di una commissione più ampia che vede, per volontà del mecenate Simone Cagnoli, bolognese che aveva acquisito i diritti della cappella nel 1627, l'intero apparato consistere oltre che nella pala d'altare con la Sacra Famiglia con putti recanti i simboli della Passione, anche nei cicli con pittura a secco nelle due mezze lunette direttamente sopra che fiancheggiano la finestra, dove sono Adamo ed Eva, e nei tre dipinti a secco del sottarco, con al centro gli arcangeli Michele e Gabriele, e le virtù della Misericordia e Verità da una parte e della Giustizia e Pace dall'altra. L'Annunciazione di San Sebastiano fu invece realizzata cinque mesi dopo il completamento di quella della Galliera e fu voluta da Bartolomeo Fioravanti, esecutore testamentario del nobile bolognese nonché fratello Fioravante Fioravanti, il quale volle alla sua morte la realizzazione nella chiesa di una cappella gentilizia dedicata all'Annunciazione. Bartolomeo chiamò dunque l'Albani al compimento della pala d'altare, pittore che già era noto nel casato essendo questi imparentato con la famiglia Fioravanti già dal 1618 per mezzo del matrimonio con Doralice.
Nel 1633 Albani parte per Firenze al servizio del principe de' Medici. I suoi due compiti principali furono il ritocco del suo precedente ciclo di dipinti a tema mitologico paesaggista, che il cardinale Gian Carlo aveva acquistato dalla collezione Gonzaga, e il soffitto affrescato nella villa appena acquistata dal granduca Ferdinando II a Mezzomonte, dove realizzò un Giove e Ganimede. Questa fu l'unica opera realmente ad affresco di Albani posteriore agli anni romani; tuttavia rispetto ai suoi precedenti progetti decorativi questo affresco appare decisamente più modesto e contenuto. A quel tempo Albani aveva cinquantacinque anni e potrebbe essere questo il motivo per cui preferì non "impegnarsi" troppo per il lavoro da compiere.
Qualche anno dopo, intorno alla metà degli anni '30 del secolo, Albani realizza quello che è il suo quarto ciclo paesaggistico, su commessa di Jacques le Veneur, barone di Bacon e di Beaumais (che già il 13 agosto 1625 fu padrino del secondo figlio del pittore). Il conte ordinò un ciclo simile ai tre precedenti (Borghese, Gonzaga-Medici e Savoia) ma questa volta su rame. Due dei dipinti possono essere identificati con il Regno del Cielo e il Regno della Terra ora a Fontainebleau.
Nel 1637 è ancora il cardinale Francesco Barberini a convocarlo, poiché decise di fare un regalo alla regina Enrichetta Maria di Borbone-Francia commissionando un dipinto di Bacco e Arianna realizzato a quattro mani dai due "nemici": Guido Reni (per le figure) e dallo stesso Albani (per il paesaggio).

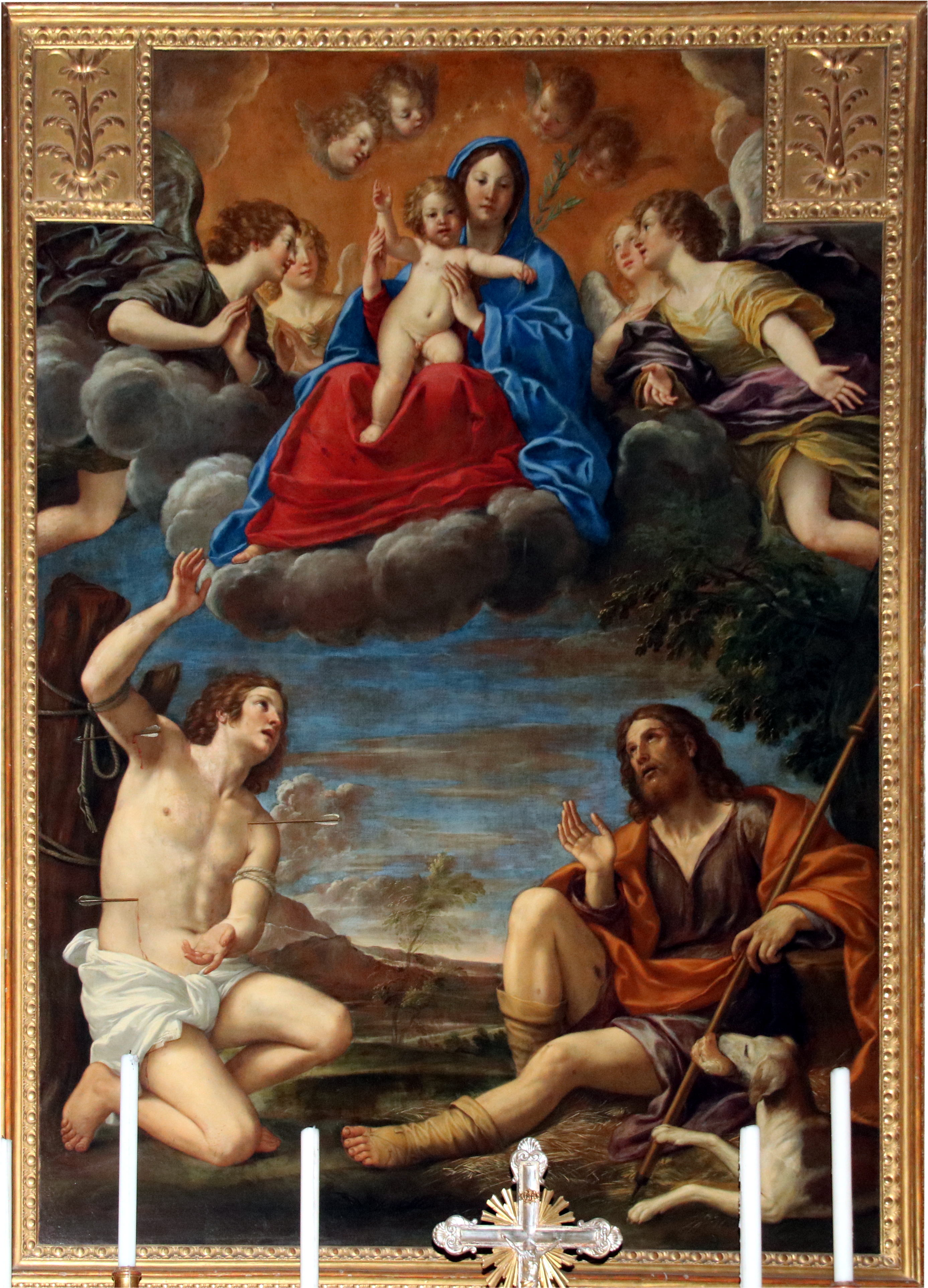
Madonna col Bambino tra i santi Rocco e Sebastiano (1635), collegiata di San Giovanni in Persiceto

Successivamente Albani ricevette commissioni per tre nuove pale d'altare: la Madonna col Bambino tra i santi Rocco e Sebastiano per la collegiata di San Giovanni in Persiceto, dipinto collegabile alla peste del 1630, il Sant'Andrea adorante la croce del martirio del 1639-1641 e il Noli me tangere del 1644, entrambi per la chiesa di Santa Maria dei Servi di Bologna, commissionati dalle due famiglie proprietarie delle cappelle in cui furono volute le pale, rispettivamente i Gozzadini (di cui si annoverano tra gli esponenti del casato personalità legate al papa Ludovisi Gregorio XV e all'imperatore Carlo V) e gli Zoppio (nota tramite Melchiorre, il quale fu cofondatore dell'Accademia de' Gelati nel 1588). I lavori per quest'ultima chiesa testimoniano il successo che Albani aveva raggiunto all'età di sessant'anni e poco più nella città bolognese, apprezzato dalle maggiori famiglie nobiliari locali nonostante l'età avanzata. Tuttavia il Noli me tangere costituisce l'ultima opera significativa di Albani su scala monumentale, anche se continuò a svolgere commissioni religiose, soprattutto con l'ausilio della bottega, per il resto della sua carriera.

#### Le opere di piccolo formato (1642-1650)
La condivisione del ruolo di pittore principale di Bologna che l'Albani aveva assunto in comunione con Guido Reni termina nel 1642 con la morte di quest'ultimo. Nello stesso anno tuttavia il Guercino si trasferisce da Cento a Bologna, diventando ben presto il vero prosecutore in città dell'attività del Reni, che lo porteranno a ricevere importanti commissioni religiose per le chiese locali.
Il Guercino però, a differenza del Reni, non rappresentò una reale minaccia per l'attività di Albani, in quanto, mentre il pittore centese si dedicò alle pale d'altare pubbliche, quella dell'Albani, nell'ultima parte della sua carriera (a partire dalla metà degli '40 del secolo), era incentrata per lo più su opere da cavalletto per committenza privata, quindi paesaggi su piccola scala con temi mitologici e sacri, utili sotto il profilo finanziario perché consentivano un immediato guadagno che permettesse al pittore di alleviare il peso dei debiti che ereditò alla morte di suo fratello maggiore nel 1646. In questa fase le sue commissioni ecclesiastiche passano quindi in secondo piano e, laddove furono eseguite, vennero originate prevalentemente con l'intervento della sua importante bottega, di cui si annoverano pittori come Andrea Sacchi, Antonio Catalani, Pier Francesco Mola, Carlo Cignani, Girolamo Bonini e altri. Le pale d'altare che si registrano in questa fase sono la Sacra Famiglia (1640-1641), la Santa Tecla e sant'Agnese (1647), il Sogno di san Giuseppe (1647-1648), la Natività (1647-1648), la Madonna col Bambino e santi (1645-1650), il Dio Padre in gloria con santi (1650) per la città di Budrio e altre.
Albani passò gli ultimi anni della sua vita anche a rielaborare in formato ridotto (più spendibile per la committenza privata) le composizioni precedenti, sia pale d'altare che di cicli di paesaggi, inventando talune volte anche nuove soluzioni. Incisioni e inventari registrano oltre venti versioni da cavalletto del Battesimo di Cristo del 1620-1624 che era nella chiesa di San Giorgio in Poggiale, tra cui la più riuscita è la tela del Musée des Beaux-Arts di Lione del 1640 circa, appartenuta al cardinale Giulio Mazzarino. All'incirca nello stesso periodo della tela di Lione, Albani creò anche una versione della pala d'altare Cagnoli della Sacra Famiglia del 1630, in un formato rotondo noto in diverse repliche, la migliore delle quali era precedentemente nella collezione Chigi, appartenuta al cardinale Fabio (futuro papa Alessandro VII). Infine, il Noli me tangere della chiesa di Santa Maria dei Servi anche ha generato numerose repliche e variazioni di gabinetto intorno al 1644, di cui il più riuscito è un ovale su rame che era nella collezione di Filippo d'Orleans.

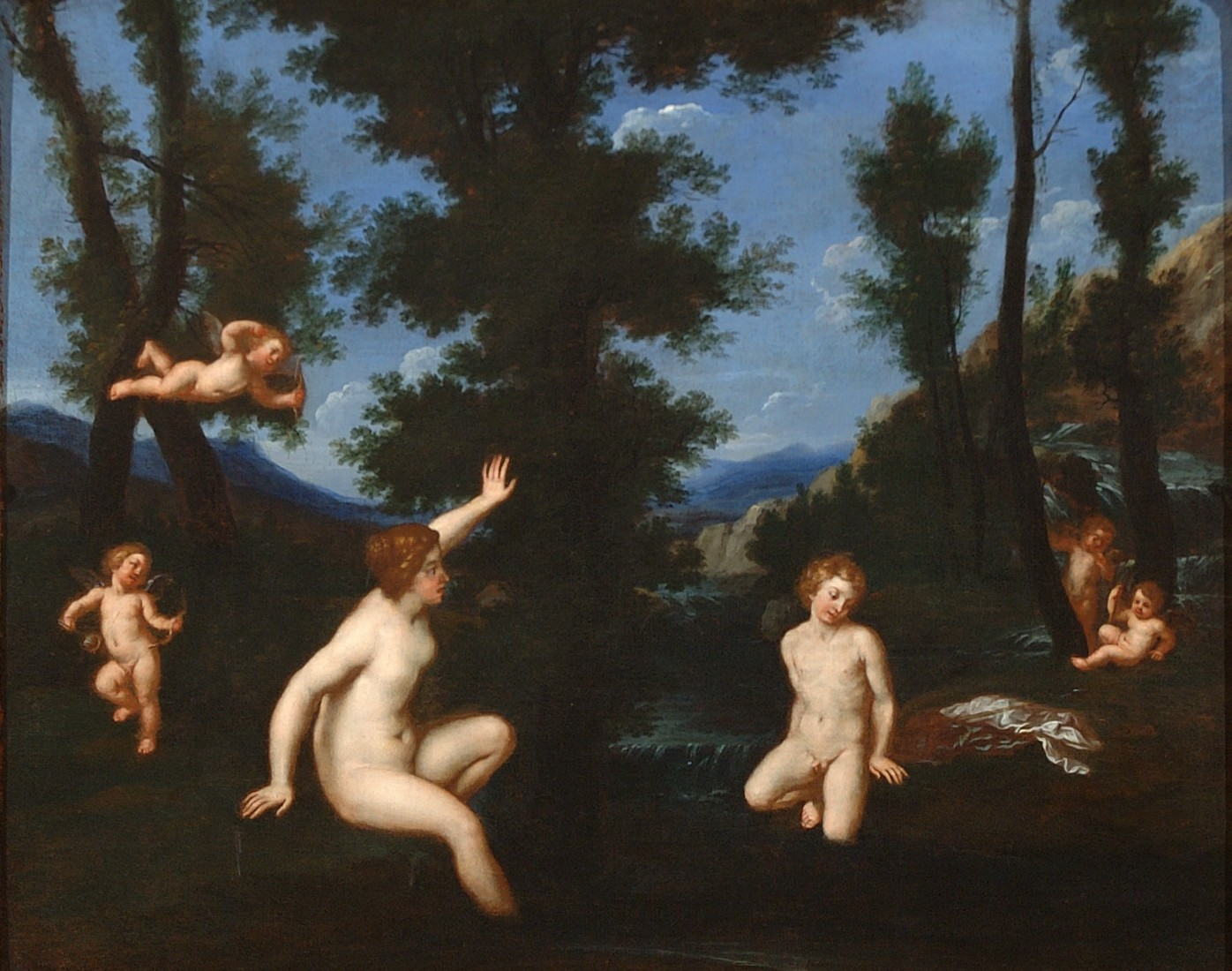
Salmace e Ermafrodito (1644 ca.), Dulwich Picture Gallery, Londra

Anche alcuni dei soggetti ovidiani più noti di Albani appartengono a questi ultimi decenni, tra cui il Ratto di Europa, Diana e Atteone, Salmace ed Ermafrodito, la Galatea e la Danza di Amorini, di cui erano note almeno altre due preziose versioni, una oggi a Dresda, che fu acquistata da Alfonso IV d'Este nel 1659, e un'altra oggi perduta che fu registrata nella collezione della regina Cristina di Svezia intorno al 1689.

#### Gli ultimi anni e la morte (1650-1660)
L'ultimo decennio della vita di Albani fu agrodolce per il settantenne. Nel 1653 vendette Meldola, una delle sue due tenute di campagna, per raccogliere denaro utile sempre allo scopo di saldare i debiti ancora in sospeso lasciati da suo fratello. Il successo consolidato nella sua lunga attività tuttavia non trovò sempre il riconoscimento ufficiale che l'artista desiderava, nonostante l'amicizia col biografo Carlo Cesare Malvasia, venendo messo spesso in secondo piano rispetto a contemporanei più apprezzati, come Guido Reni e il Guercino. Nel 1659 fece visita alla sua bottega Salvator Rosa, cosa che, come si evince da alcuni carteggi rinvenuti, determinò particolare gratificazione nell'Albani.
L'ultima sua opera è probabilmente il Riposo nella fuga in Egitto, dipinta per Vittoria della Rovere e conservata a Palazzo Pitti. Il 4 ottobre 1660, nel giorno dei santi patroni di Bologna Petronio e Francesco, l'ormai ottantaduenne Albani muore. Appresa la notizia della morte, Bellori inviò da Roma le sue condoglianze a Girolamo Bonini, all'epoca allievo pupillo del maestro, per «la grave perdita, che è stata sopportata da Sig. Albani (che sia in Cielo) nei confronti del pubblico, e della pittura, che si può dire oggi ha perso l'Alba e il Sole». Bellori concluse chiedendo a Bonini di fornire tutte le informazioni sulle «opere e belle poesie» di Albani per una biografia prevista, che però non fu mai realizzata.

## Attività artistica e stile

### Tra classicismo e paesaggismo

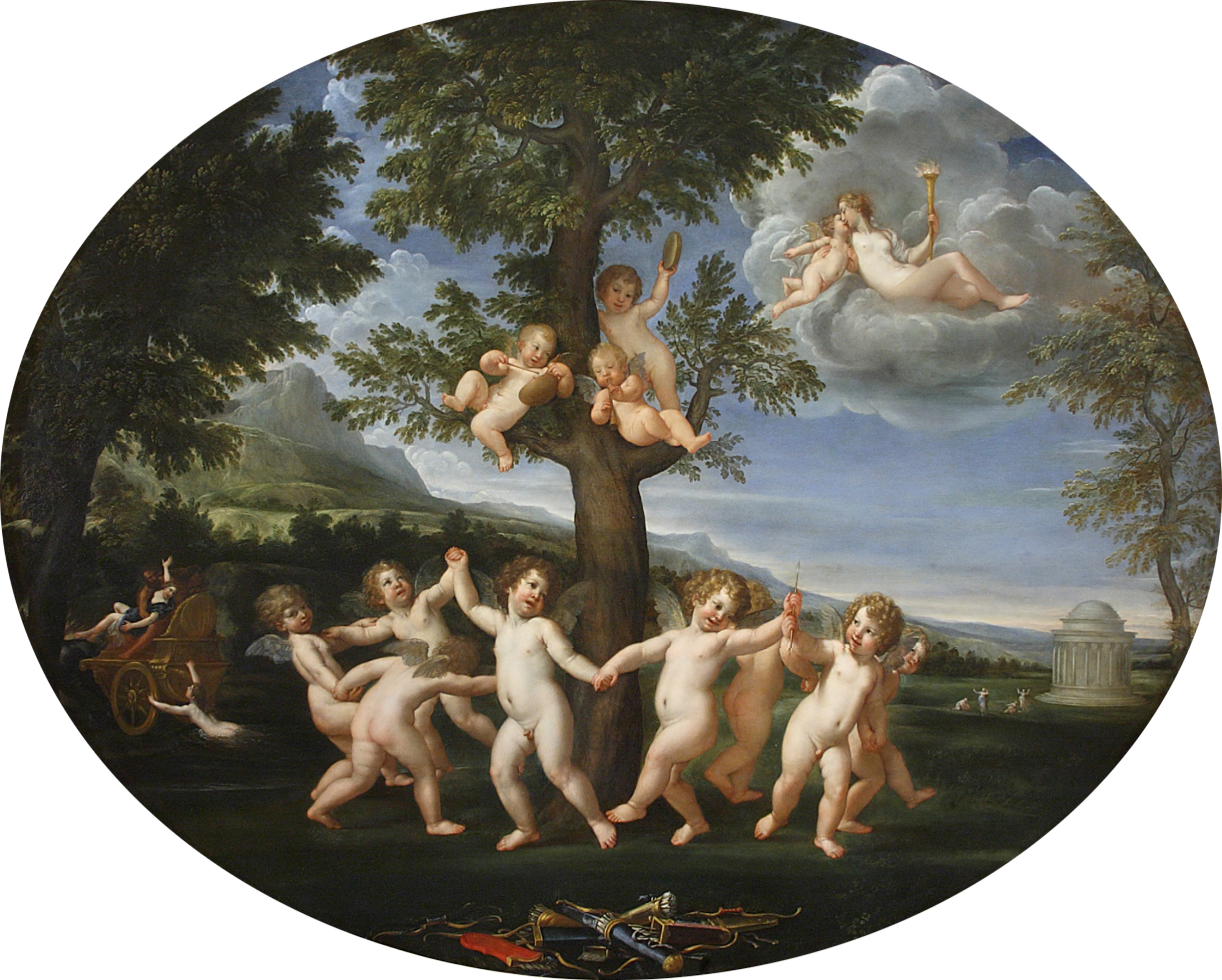
Danza degli amorini (1620-1630), Pinacoteca di Brera, Milano

Albani contribuì notevolmente alla diffusione del classicismo bolognese, fornendo un'interpretazione che, nell'ultima parte della sua carriera, assecondò il gusto di certi committenti. L'aspetto più intenso e producente dell'Albani va ravvisato nei dipinti mitologici, piuttosto che in quelli religiosi. Nella sua carriera giovanile egli opera prettamente come frescante, mentre a partire dagli anni '20 del Seicento abbandona questa tecnica per avviarsi alle opere pubbliche degli altari religiosi (Albani disse a Malvasia che ne aveva fatte quarantacinque, mentre il Passeri arrotonda nei suoi testi a cinquanta opere), fino a rivolgersi in età avanzata a quelle di formato più ridotto da cavalletto. In tutta la sua parabola artistica il minimo comun denominatore delle sue opere resta comunque l'attenzione verso uno stile classicista e paesaggista.
Le pale d'altare di cui l'Albani è documentato quale autore durante il suo primo periodo bolognese ammontano a trenta, mentre ne realizzò al massimo due mentre era a Roma, fino a diciassette durante il suo secondo periodo emiliano.
Se fosse morto prima del 1617 Albani sarebbe stato ricordato soprattutto per i suoi cicli di affreschi romani, tuttavia a partire da questa data il pittore avviò un graduale interessamento verso la pittura paesaggistica che suscitò entusiasmo nella critica contemporanea al punto di rendere questo modus peculiarità del pittore. Il crescente gusto per il paesaggio negli ambienti romani durante il suo primo periodo in città influenzò sicuramente la svolta iniziale di Albani verso questo genere, che divenne più strutturato e consapevole dal 1620 in poi, di cui gran parte della sua opera godette della stima di critici e collezionisti del tempo. Furono fondamentali nella comprensione dello stile e nell'evoluzione paesaggistica di Albani i paesaggi romani di Annibale Carracci, che permisero di offrirgli modelli tematici, compositivi e figurativi da studiare da vicino, ma anche quelli del Domenichino degli anni '20, tra cui le due Storie di Ercole oggi al Louvre, e la serie dei Baccanali di Tiziano, che furono scoperti nel 1620 circa presso la collezione Aldobrandini.
Seppur il San Francesco in estasi del 1602 circa è quello che potrebbe essere il suo primo passaggio paesaggistico, solo pochi anni dopo, nel 1604-1610 Albani era al lavoro sul suo primo vasto paesaggio, commissionato dal cardinale Pietro Aldobrandini, nelle lunette della sua cappella privata, con le tre scene dell'Assunzione, la Visitazione e l'Adorazione dei magi. Sebbene questi fossero sui disegni di Annibale, dimostrano quanto il pittore avesse compreso la maniera del maestro del suo Riposo durante la fuga in Egitto, nonché l'ovale a medesimo soggetto oggi all'Ermitage (1604) e Il precedente Paesaggio con Diana e Callisto di palazzo Farnese (del 1598 circa), che furono modello di questo tema per tutta la stagione seicentesca.

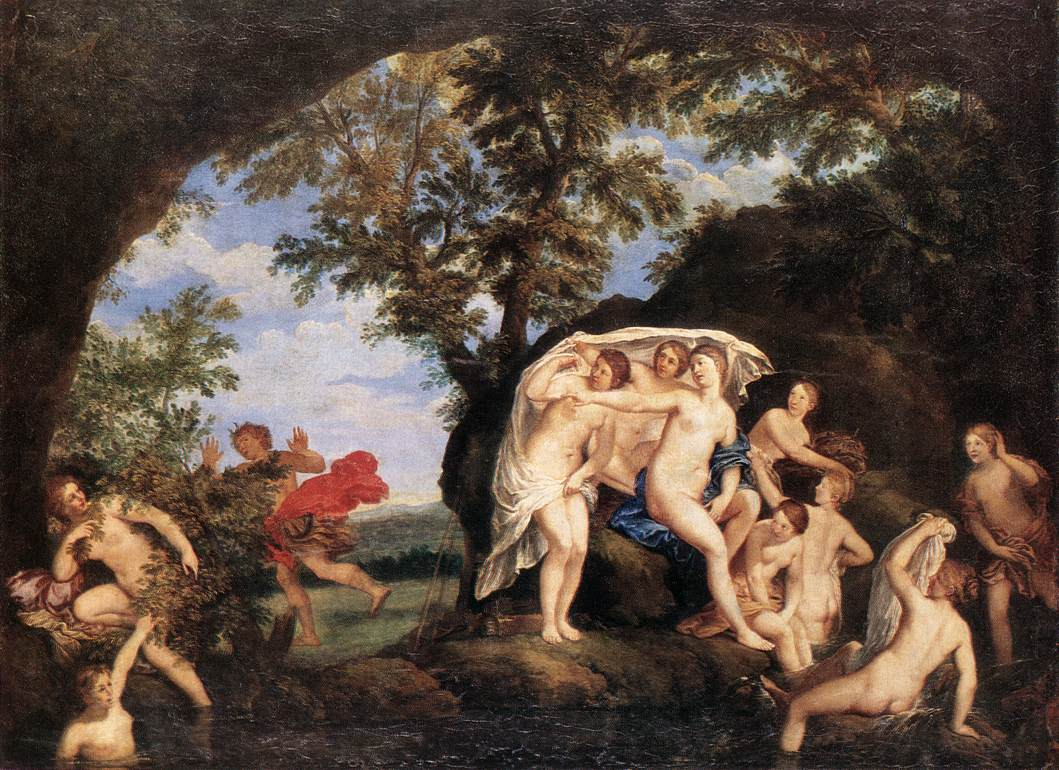
Diana ed Acteone (1625-1630), Gemäldegalerie Alte Meister, Dresda

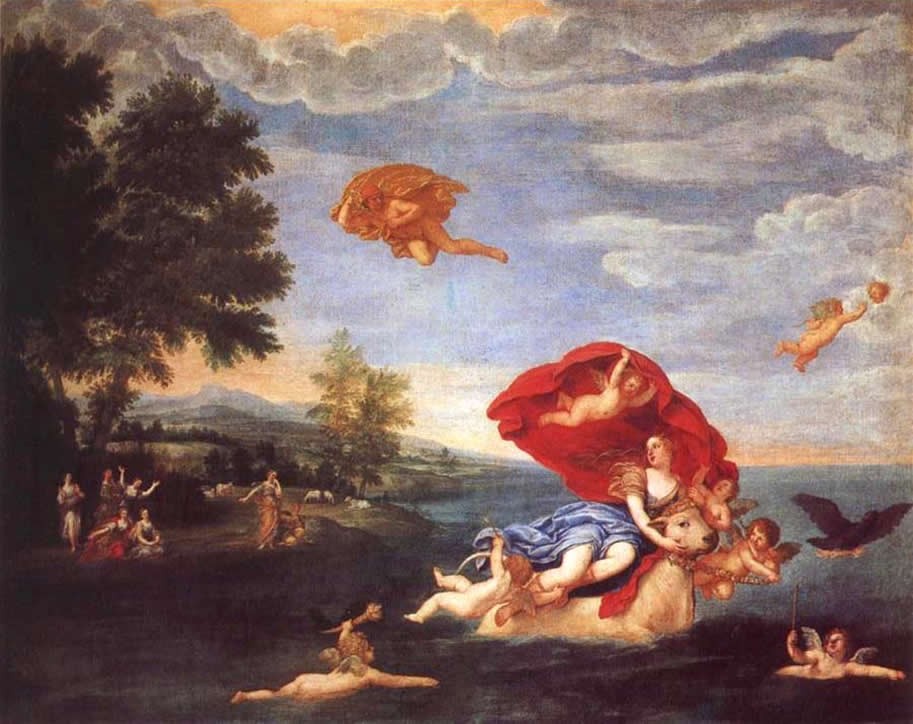
Ratto di Europa (1639), Galleria degli Uffizi, Firenze

Nel corso della sua attività la composizione del paesaggio cambiò da una dominata da figure in primo piano con il paesaggio che assume un ruolo decisamente secondario, semplicemente da sfondo, a uno dove viene ridotta la scala delle figure dipinte mentre vengono allargate le vedute paesaggistiche. A tal proposito sono esempio le redazioni distanti più di venti anni l'una dall'altra dell'Erminia tra i pastori del 1610 circa e del piccolo rame di Diana e Atteone del 1614-1617 circa, con quelli a medesimo soggetto dipinti rispettivamente nel 1633 e nel 1639-1640. Tutta la produzione ricadente nel quarto decennio del Seicento si rifà, più in generale, ai modelli tizianeschi dei Baccanali: per il suo Ratto di Europa ad esempio, la giovane donna che raggiunge Europa raccoglie il suo vestito dietro la schiena nello stesso modo in cui lo fa l'Arianna di Tiziano nel Bacco e Arianna di Londra, mentre le pose della coppia di donne sdraiate sull'erba imitano i due andriani sdraiati di Tiziano nel Baccanale degli Andriani di Madrid. Grazie alla comprensione di Albani verso il colorismo di Tiziano, che seppe applicare sia alle proprie opere su cavalletto che in quelle ad affresco, Roberto Longhi considerò il pittore bolognese tra i precursori, assieme al Grechetto, Pier Francesco Mola, Pietro da Cortona e Andrea Sacchi, della corrente neoveneta (nata a Roma a partire dal 1620, (in concomitanza proprio con la "riscoperta" dei Baccanali d'Este-Aldobrandini).
Nel contesto della pittura paesaggistica italiana del XVII secolo, i paesaggi di Albani sono stati considerati nella tradizione dell'ideale classico, accanto a quelli di Annibale Carracci, Domenichino, Nicolas Poussin, Claude Lorrain e Gaspard Dughet. Tuttavia, mentre per Annibale e Domenichino fu ritenuto da sempre un interesse secondario, per Albani la pittura di paesaggio non solo comprendeva gran parte della sua attività professionale, rappresentando ben il 30% dell'intera opera, ma gli valse anche il massimo elogio della critica. Nella produzione di Albani tra gli anni 1620 e 1630 sono frequenti, sia nei soggetti religiosi che mitologici, elementi architettonici, mentre appaiono ancor più caratteristici la presenza degli amorini e dei putti che si divertono collocati all'interno della scena. Probabilmente quest'ultima caratteristica deriva dalla vita reale del pittore, che ha avuto nella sua vita una lunga prole: Malvasia a tal proposito racconta l'aneddoto della moglie Doralice che tiene in sospeso con delle corde legate al soffitto i figli piccoli così che il marito potesse trarne spunto per i suoi angioletti.

### Le influenze

#### Annibale Carracci e Correggio
Le prime opere, sia riferite al periodo bolognese che ai primi anni romani, guardano tutte la maniera di Annibale Carracci. La Madonna col Bambino e Santi evidenzia la stretta dipendenza della composizione dalla Madonna col Bambino in trono e santi di Annibale del 1593. Il Malvasia scrisse che Albani aveva eseguito l'opera «alla maniera del suo amato Annibale e prima di assumerne una più affascinante e moderna, cioè il suo modo distintivo».
Nella Nascita della Vergine sono evidenti prestiti sia da Annibale che da Agostino Carracci. Per la donna inginocchiata di profilo in primo piano e la serva che scende la scala, Albani utilizzò le pose della Samaritana e del discepolo a sinistra nel Cristo e la Samaritana (1593-1594) di Annibale alla pinacoteca di Brera, mentre modellò la donna seduta che tiene in braccio il neonato alla Vergine nell'Adorazione dei pastori (1584) di Agostino nella chiesa di San Bartolomeo di Reno a Bologna.
Lo stile romano di Annibale si consolidò poi presto in immagini come il poco successivo San Giovanni Battista nel deserto, Maria Maddalena, Martirio di San Sebastiano e Latona e i contadini della Licia. Per il suo San Giovanni, Albani adattò il Paesaggio con San Giovanni Battista di Annibale del 1595-96. Con le raffigurazioni centralizzate delle due tele su San Giovanni e San Sebastiano, Albani addirittura "romanizza" l'opera di Annibale. La Latona invece dipende da Annibale in modo diverso: la composizione è originale ma le pose dei due uomini a destra derivano dall'affresco del maestro di Ercole che porta il globo del camerino Farnese. Albani cercò anche di assimilare la monumentalità, la leggibilità e l'emozione affettiva dello stile romano di Annibale. Di contro, non sperimentò né in principio né più tardi i temi quotidiani dei primi lavori di Annibale, mentre si concentrò esclusivamente su temi storici e letterari, modellando i suoi protagonisti pittorici su tipi ideali e costruendo per loro fondali altrettanto ideali.
L'esperienza di Albani nella cappella Herrera influenzò profondamente il suo stile per il resto del decennio. La stretta collaborazione con Annibale nella progettazione e nell'esecuzione degli affreschi lo ha immerso nell'approccio del maestro alla composizione, alla figura e ai dispositivi espressivi, anche se poi la sua inclinazione verso un linguaggio pittorico più delicato e languido alla fine ha prevalso. Albani ha inoltre assimilato da Annibale i paesaggi aperti e vagamente ordinati della Sepoltura e del Riposo durante la fuga in Egitto delle lunette Aldobrandini, in cui la profonda recessione nello spazio è misurata da ampi piani orizzontali. Non sorprende che Albani abbia portato alla pittura paesaggistica la sua caratteristica maneggevolezza, che può essere vista nelle ampie vedute dell'Assunta, della Visitazione e dell'Adorazione dei magi, con i laghi nebbiosi e le città spettrali appena distinte dalle montagne vaporose all'orizzonte.
L'influenza di Annibale si scova anche negli affreschi di palazzo Mattei. Le tre composizioni aderiscono agli stessi principi di quelle degli affreschi di Herrera: un numero limitato di figure distribuite in una disposizione simile a un fregio su uno stretto palcoscenico in primo piano. L'esempio di Annibale servì anche per la decorazione della volta con motivi fogliati, i medaglioni in bronzo simulati, gli ignudi e i motivi ornamentali, presi in prestito dal ciclo del camerino e della Galleria Farnese.
Un'altra fonte stilistica, tuttavia, fonde il carattere carraccesco di queste opere con l'influenza di Correggio. In particolare quella delle sue prime immagini devozionali, è evidente nelle espressioni tenere e persino malinconiche delle donne e dei bambini di Albani, e spiega lo sfumato che ammorbidisce i contorni e avvolge le figure in un ambiente caldo. Questa influenza correggesca conferma il rapporto che Albani fece un viaggio di studio in Emilia in compagnia di Domenichino tra il 1599 e il 1601 (entrambi che conservarono per tutta la loro vita un ottimo rapporto amicale). Lo studio di Correggio deriva anche dal fatto che furono i Carracci ad aver spinto Albani a guardare al pittore emiliano del XVI secolo, in quanto loro in primis ne studiavano l'operato, ma anche prima, con il suo antico maestro Calvaert, il quale aveva già sperimentato effetti correggeschi.

#### Raffaello e Giulio Romano
Gli affreschi Mattei riflettono per la prima volta la risposta di Albani alla precedente arte romana. Per la sua visualizzazione di ogni scena imitò da vicino gli affreschi di Raffaello degli stessi soggetti nelle Logge vaticane, e studiò l'arte e i monumenti dell'antichità per alcuni dettagli come il letto e la tavola nella Benedizione di Giacobbe e la tomba di Cecilia Metella sullo sfondo di Giacobbe e Rachele al pozzo. Probabilmente ciò avvenne anche poiché il suo mecenate potrebbe aver incoraggiato queste allusioni all'antica Roma sulla scorta delle origini romane della sua famiglia e dei pezzi di antichità che componevano la collezione Mattei, esposte in modo prominente sulle pareti del cortile del palazzo.
Lo studio di Raffaello fu di importanza anche per gli affreschi a Bassano di Sutri e del palazzo Verospi, ma anche per la serie di Madonne e Sacre Famiglie. Il debito di Albani verso Raffaello lo si scova anche per la concezione del soffitto del Verospi: le figure dell'Alba e del Tramonto imitano infatti i putti nei pennacchi della loggia Farnesina, mentre Mercurio è modellato sulla figura volante della stessa divinità dello stesso ciclo.
Il modello più istruttivo di Albani per la Galleria Giustiniani di Bassano di Sutri non risiedeva tuttavia in esempi romani, bensì negli affreschi di Giulio Romano nel palazzo Te a Mantova, che avrebbe potuto facilmente vedere durante uno dei temporanei rientri a Bologna. Tali convinzioni si desumono grazie anche ad una serie di disegni conservati al castello di Windsor dove si mostrano le prime idee dell'Albani circa il ciclo da realizzare, come quelli per Fetonte, che fu concepito imitando la versione di Giulio sul soffitto della Sala delle Aquile del palazzo gonzaghiano. Per la porzione dov'è il Concilio degli dei, invece, Albani studiò il disegno e imitò anche la monumentalità e la tipologia raffaellesca nell'assemblea di Giulio sul soffitto della Sala dei Giganti.
L'opera di Albani ha mantenuto un approccio essenzialmente classicizzante anche se ha mirato agli effetti illusionistici dei cicli visibili "da sotto in su". Nel suo insieme sembra raggiungere un giusto compromesso tra illusionismo barocco e classicismo, seppur la maggior parte dei critici moderni ha condannato la Galleria per non essere sufficientemente "barocca".